# Saint-Louis (Haut-Rhin)
Pour les articles homonymes, voir Saint-Louis.
Saint-Louis est une commune française, située dans la circonscription administrative du Haut-Rhin et, depuis le 1er janvier 2021, dans le territoire de la collectivité européenne d'Alsace, en région Grand Est. Elle fait partie de l'agglomération « trinationale » de Bâle (Suisse).
Cette commune se trouve dans la région historique et culturelle d'Alsace et jouxte la frontière entre la France et la Suisse. Ses habitants sont appelés les Ludoviciens et les Ludoviciennes. Il s'agit de la troisième commune du département en nombre d'habitants. Saint-Louis existe depuis 1684, en vertu d’une ordonnance du roi Louis XIV.
Le blason de la ville devait être celui des armoiries du royaume de France, d'azur aux trois fleurs de lys d'or, mais un défaut survint lors de l'enregistrement au tribunal de Mulhouse, les fleurs de lys étaient blanches et non jaunes, donc le blason officiel devint d'azur à trois fleurs de lys d'argent posées deux et une .
Son développement rapide est dû à sa situation géographique. La commune a été fondée entre le Riss et le Flandrien, deux plateaux rhénans, à côté de Huningue, qui était alors un village entouré d'une forteresse de Vauban (à présent détruite), et à côté de Bâle, une ville forte. De plus, elle est la dernière (ou première) commune française de la route très empruntée reliant Strasbourg à Bâle. Cette route existe encore et est empruntée par plusieurs routes départementales. Enfin, grâce à sa proximité avec la Suisse et l'Allemagne, Saint-Louis attire beaucoup de travailleurs, notamment des frontaliers.
La commune est composée de quatre quartiers, dont trois sont reconnus. Il s'agit de Saint-Louis-centre, Bourgfelden (ancienne commune ayant fusionné en 1953), Neuweg (ancien quartier de Blotzheim ayant rejoint Saint-Louis cinq ans plus tard) et Michelfelden (ancien lieu-dit d'appartenance bâloise ayant, en 1793, rejoint Bourglibre, nom de Saint-Louis pendant la Révolution française).

## Géographie

### Localisation
Saint-Louis est située sur la vallée du Rhin supérieur débutant à Bâle (frontalière à la ville-centre) et s'allongeant jusqu'à Mayence pour former un couloir naturel. Elle est connectée du Benelux à l'Italie par l'A35, axe très fréquenté en Europe.
En ligne droite, Saint-Louis est distante de 3,5 kilomètres du centre de Bâle, de quatre kilomètres de Weil am Rhein, de 21,4 kilomètres de Mulhouse, de 50 kilomètres de Fribourg-en-Brisgau, de 51,1 kilomètres de Belfort, de 77 kilomètres de Zurich, de 109,1 kilomètres de Strasbourg et de 408,3 kilomètres de la Tour Eiffel (distance orthodromique). La ville est par ailleurs située à seulement sept kilomètres des premières collines du massif du Jura et 40 kilomètres de celles du massif des Vosges.

### Communes limitrophes
Les communes limitrophes sont Bartenheim, Rosenau, Village-Neuf, Huningue, Hégenheim, Hésingue, Blotzheim, Bâle et Allschwil.
| Blotzheim                   | Bartenheim  | Rosenau, Village-Neuf  |
| Hésingue                    | Saint-Louis | Village-Neuf, Huningue |
| Hégenheim, Allschwil Suisse | Bâle Suisse | Bâle Suisse            |

### Hydrographie et géologie
Située à une altitude moyenne de 250 mètres, Saint-Louis est sur deux basses terrasses, le Riss et le Würm. La Petite Camargue alsacienne est elle située sur le Flandrien, c'est-à-dire la plaine d'inondation. Les différences d'altitude sont très remarquables. Le quartier le plus haut est Bourgfelden alors que le plus bas est Neuweg. On constate entre les deux quartiers une différence de 40 mètres.

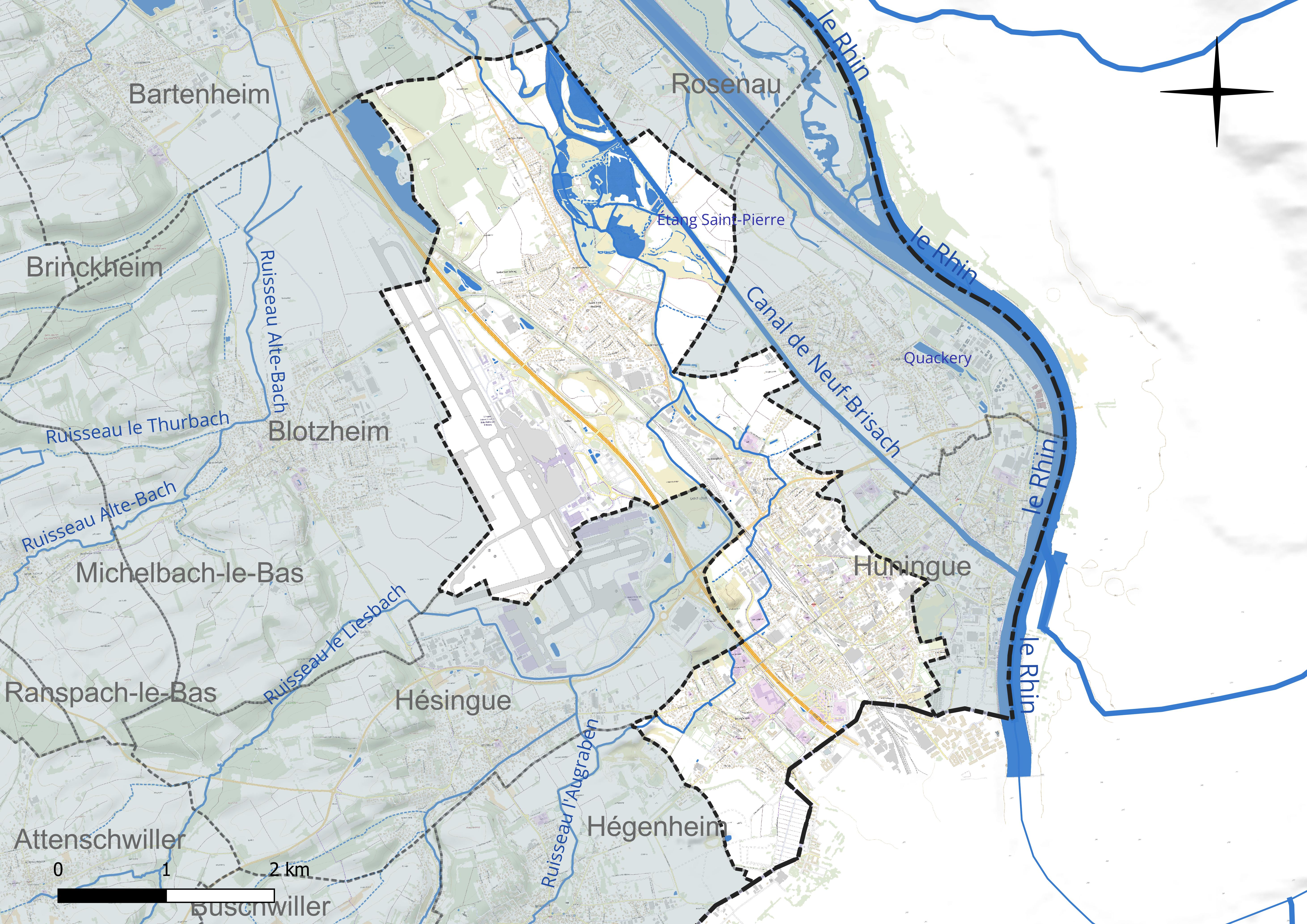
Réseau hydrographique de Saint-Louis.

La ville est traversée par diverses petites rivières ayant pris leur source dans les premières collines sundgauviennes du Jura. Il y en a trois exactement, le Lertzbach et l'Augraben, assez connus, et le Denschengraben qui l'est un peu moins. De plus, le canal de Huningue passe par la Petite Camargue. Il relie le Rhin à Huningue au canal du Rhône au Rhin à Kembs-Niffer. Malgré la présence d'écluses sur ce canal, la navigation n'a jamais été possible en raison de la création au cours du XXe siècle du Grand canal d'Alsace et en 1961, de l'inauguration de l'écluse de Kembs-Niffer construite par Le Corbusier. Enfin, la ville est située à un peu plus d'un kilomètre du Rhin.
Hydrogéologie et climatologie : Système d’information pour la gestion des eaux souterraines du bassin Rhin-Meuse :
Territoire communal : Occupation du sol (Corinne Land Cover) ; Cours d'eau (BD Carthage),
Géologie : Carte géologique ; Coupes géologiques et techniques,
 Hydrogéologie : Masses d'eau souterraine ; BD Lisa ; Cartes piézométriques.
Cours d'eau sur la commune :
- Canal de Neuf-Brisach[9],
- Ruisseau l'Altenbach[10],
- Ruisseau l'Augraben[11],
- Ruisseau le Liesbach[12].

### Sismicité
Commune située dans une zone 4 de sismicité moyenne.

### Climat
Pour des articles plus généraux, voir Climat du Grand Est et Climat du Haut-Rhin.
En 2010, le climat de la commune est de type climat océanique altéré, selon une étude du Centre national de la recherche scientifique s'appuyant sur une série de données couvrant la période 1971-2000. En 2020, Météo-France publie une typologie des climats de la France métropolitaine dans laquelle la commune est dans une zone de transition entre le climat semi-continental et le climat de montagne et est dans la région climatique Alsace, caractérisée par une pluviométrie faible, particulièrement en automne et en hiver, un été chaud et bien ensoleillé, une humidité de l’air basse au printemps et en été, des vents faibles et des brouillards fréquents en automne (25 à 30 jours).
Pour la période 1971-2000, la température annuelle moyenne est de 10,2 °C, avec une amplitude thermique annuelle de 17,7 °C. Le cumul annuel moyen de précipitations est de 622 mm, avec 6,6 jours de précipitations en janvier et 8,9 jours en juillet. Pour la période 1991-2020, la température moyenne annuelle observée sur la station météorologique installée sur la commune est de 11,1 °C et le cumul annuel moyen de précipitations est de 764,3 mm. 
La température maximale relevée sur cette station est de 39,1 °C, atteinte le 13 août 2003 ; la température minimale est de −23,5 °C, atteinte le 6 janvier 1985,,.
| Mois                                  | jan.             | fév.             | mars           | avril         | mai             | juin           | jui.           | août           | sep.            | oct.            | nov.           | déc.             | année      |
| ------------------------------------- | ---------------- | ---------------- | -------------- | ------------- | --------------- | -------------- | -------------- | -------------- | --------------- | --------------- | -------------- | ---------------- | ---------- |
| Température minimale moyenne (°C)     | −0,8             | −0,6             | 1,9            | 4,9           | 9,3             | 12,7           | 14,2           | 14             | 10,2            | 6,9             | 2,8            | 0,1              | 6,3        |
| Température moyenne (°C)              | 2,3              | 3,4              | 7              | 10,7          | 14,8            | 18,5           | 20,3           | 20             | 15,8            | 11,4            | 6,2            | 3,1              | 11,1       |
| Température maximale moyenne (°C)     | 5,5              | 7,4              | 12,1           | 16,5          | 20,4            | 24,2           | 26,4           | 26,1           | 21,4            | 16              | 9,7            | 6,1              | 16         |
| Record de froid (°C) date du record   | −23,5 06.01.1985 | −22,8 13.02.1956 | −16,4 01.03.05 | −6,3 08.04.03 | −3,1 11.05.1953 | 1,8 03.06.1962 | 5,1 02.07.1960 | 3,4 14.08.1949 | −0,9 25.09.1972 | −6,3 30.10.1997 | −12,6 30.11.10 | −18,7 20.12.1975 | −23,5 1985 |
| Record de chaleur (°C) date du record | 18,8 10.01.1991  | 21,7 24.02.1990  | 26,2 31.03.21  | 30 21.04.1968 | 33 20.05.22     | 37 09.06.14    | 38,8 25.07.19  | 39,1 13.08.03  | 33,7 03.09.1962 | 31 03.10.1985   | 23,4 07.11.15  | 19,9 16.12.1989  | 39,1 2003  |
| Ensoleillement (h)                    | 684              | 912              | 1 456          | 1 811         | 2 019           | 2 282          | 2 475          | 2 338          | 1 684           | 1 209           | 702            | 621              | 18 191     |
| Précipitations (mm)                   | 46,1             | 43,9             | 47,4           | 57,6          | 86,6            | 74,5           | 72             | 80             | 63,5            | 68,5            | 60,8           | 63,4             | 764,3      |

| Diagramme climatique                                  |             |             |             |             |              |            |          |              |           |            |            |
| J                                                     | F           | M           | A           | M           | J            | J          | A        | S            | O         | N          | D          |
| 5,5−0,846,1                                           | 7,4−0,643,9 | 12,11,947,4 | 16,54,957,6 | 20,49,386,6 | 24,212,774,5 | 26,414,272 | 26,11480 | 21,410,263,5 | 166,968,5 | 9,72,860,8 | 6,10,163,4 |
| Moyennes : • Temp. maxi et mini °C • Précipitation mm |             |             |             |             |              |            |          |              |           |            |            |

Les paramètres climatiques de la commune ont été estimés pour le milieu du siècle (2041-2070) selon différents scénarios d'émission de gaz à effet de serre à partir des nouvelles projections climatiques de référence DRIAS-2020. Ils sont consultables sur un site dédié publié par Météo-France en novembre 2022.

## Urbanisme

### Typologie
Au 1er janvier 2024, Saint-Louis est catégorisée grand centre urbain, selon la nouvelle grille communale de densité à sept niveaux définie par l'Insee en 2022.
Elle appartient à l'unité urbaine de Bâle (SUI)-Saint-Louis (partie française), une agglomération internationale regroupant six  communes, dont elle est ville-centre,,. Par ailleurs la commune fait partie de l'aire d'attraction de Bâle - Saint-Louis (partie française), dont elle est une commune du pôle principal,. Cette aire, qui regroupe 94 communes, est catégorisée dans les aires de 200 000 à moins de 700 000 habitants,.

### Occupation des sols

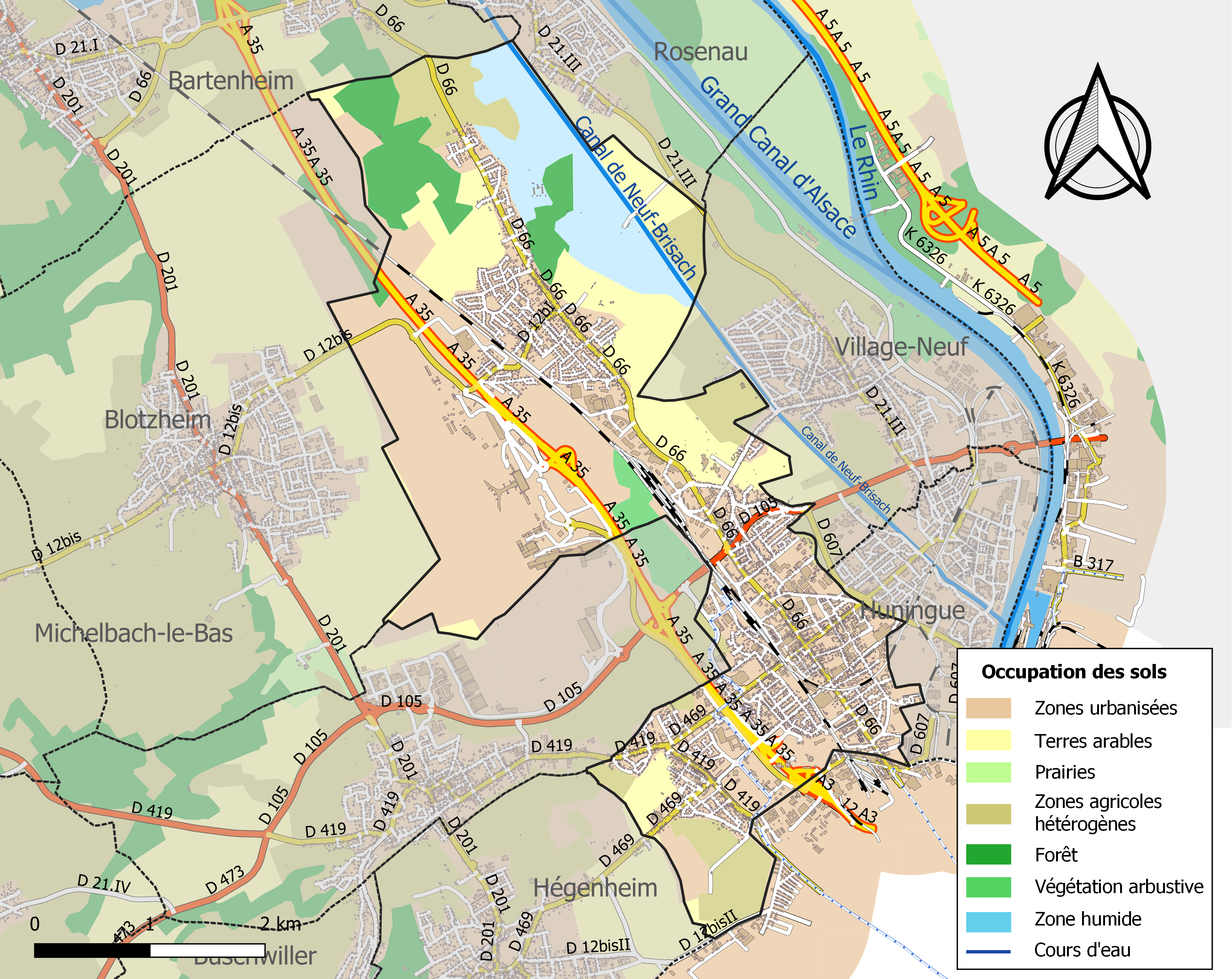
Carte des infrastructures et de l'occupation des sols de la commune en 2018 (CLC).

L'occupation des sols de la commune, telle qu'elle ressort de la base de données européenne d’occupation biophysique des sols Corine Land Cover (CLC), est marquée par l'importance des territoires artificialisés (62,4 % en 2018), en augmentation par rapport à 1990 (59,9 %). La répartition détaillée en 2018 est la suivante : 
zones urbanisées (27,7 %), zones industrielles ou commerciales et réseaux de communication (26,8 %), terres arables (13,2 %), zones agricoles hétérogènes (9,3 %), zones humides intérieures (8,4 %), forêts (5,8 %), mines, décharges et chantiers (5,4 %), espaces verts artificialisés, non agricoles (2,5 %), milieux à végétation arbustive et/ou herbacée (0,9 %).
L'IGN met par ailleurs à disposition un outil en ligne permettant de comparer l’évolution dans le temps de l’occupation des sols de la commune (ou de territoires à des échelles différentes). Plusieurs époques sont accessibles sous forme de cartes ou photos aériennes : la carte de Cassini (XVIIIe siècle), la carte d'état-major (1820-1866) et la période actuelle (1950 à aujourd'hui).

### Présentation
Saint-Louis est très fortement urbanisée. C'est une ville datant d'il y a un peu plus de 300 ans. Malgré cela, de nombreux édifices modernes ponctuent le paysage. On peut citer notamment la Croisée des Lys au centre-ville (avec l'hôtel de ville, la médiathèque, le cinéma et le théâtre) qui a fini d'être rénové en 2006. Les travaux de rénovation de la place du marché et de son kiosque ainsi que le stade de la Frontière ont été achevés en 2008. Durant cette année, ont également été achevés les travaux de remise en état du lycée Jean-Mermoz (en) après un peu plus de 15 ans de rénovation. Le collège René-Schickele (datant de 1966) a également fait l'objet de travaux. Un important programme d'aménagement de la gare a été mené pour y créer un point de connexion à dimension transfrontalière entre les modes de déplacements individuels et collectifs.

### Architecture
Étant une ville relativement nouvelle, Saint-Louis possède très peu d'architectures anciennes. Une grande partie de la ville est cependant constituée de maisons de charmes datant du début du XXe siècle, notamment avenue de Bâle. On y trouve également quelques maisons à colombages.
La mairie actuelle de Saint-Louis est récente. En effet, elle a été inaugurée en 1989. Cette même année, la mairie a reçu le Prix de la qualité architecturale grâce[non neutre] à ses deux architectes, Pierre Merz et Raymond Ullmann.[réf. nécessaire]
Durant la semaine de l'architecture, le lycée Jean-Mermoz a été le lieu de débats entre architectes, le 15 octobre 2008. Le lycée, le plus grand d'Alsace, possède une architecture originale, due au cabinet d'architecte Sutter Laburte.

### Logement
En 2020, le nombre total de logements dans la commune était de 11 487, alors qu'il était de 10 604 en 2014 et de 10 218 en 2009.
Parmi ces logements, 89,6 % étaient des résidences principales, 4,1 % des résidences secondaires et 6,3 % des logements vacants. Ces logements étaient pour 28 % d'entre eux des maisons individuelles et pour 71,3 % des appartements.
Le tableau ci-dessous présente la typologie des logements à Saint-Louis en 2020 en comparaison avec celles du Haut-Rhin et de la France entière. Une caractéristique marquante du parc de logements est ainsi une proportion de résidences principales (89,6 %) supérieure à celle du département (87,6 %) et à celle de la France entière (82,1 %). Concernant le statut d'occupation des résidences principales, 42,1 % des habitants de la commune sont propriétaires de leur logement (42,6 % en 2014), contre 60,4 % pour le Haut-Rhin et 57,5 pour la France entière.
| Typologie                                               | Saint-Louis | Haut-Rhin | France entière |
| ------------------------------------------------------- | ----------- | --------- | -------------- |
| Résidences principales (en %)                           | 89,6        | 87,6      | 82,1           |
| Résidences secondaires et logements occasionnels (en %) | 4,1         | 3,4       | 9,7            |
| Logements vacants (en %)                                | 6,3         | 9         | 8,2            |

### Voies de communication et transports

Cette carte montre les différents modes de transport que l'on trouve à Saint-Louis.

Saint-Louis possède plusieurs infrastructures telles qu'un aéroport, une gare et une halte SNCF, une autoroute, plusieurs routes départementales, un réseau de bus, plusieurs kilomètres de pistes cyclables et est desservie par le tramway de Bâle (ligne 3) depuis fin 2017.

#### Réseau routier
Saint-Louis est traversée par l'autoroute A35, « l'Alsacienne », qui relie Lauterbourg à Bâle. Elle permet d'inclure Saint-Louis dans un grand axe autoroutier européen qui va de la Suisse à l'Allemagne, via Mulhouse et Strasbourg. L'A35 est ensuite connectée à l'A36 vers Lyon et Paris.
La ville abrite la Borne 9, la frontière autoroutière entre la France et la Suisse. Il s'agit d'un lieu de passage pour les véhicules légers comme pour les poids-lourds. À cause d'un péage autoroutier pour ces derniers mis en place sur la Bundesautobahn 5 allemande, le nombre de poids-lourds a plus que doublé. Le parking de 300 places n'est pas suffisant. Les poids-lourds font une file immense allant de la Borne 9 jusqu'à l'A35, à 10 km de là.

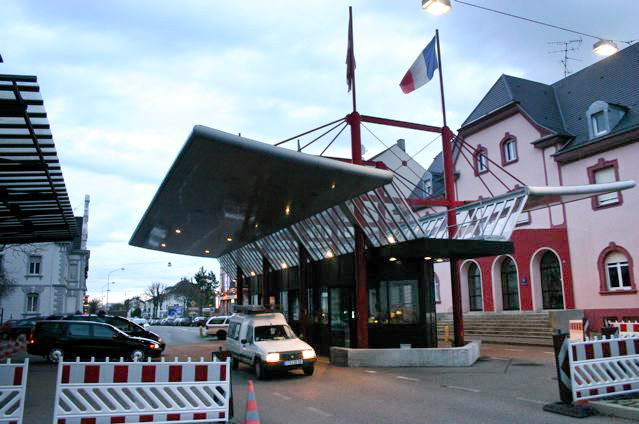
Le Lysbüchel, frontière entre Saint-Louis et Bâle.

La ville possède plusieurs routes départementales. La plus connue et la plus empruntée est sans doute la D 66 (Haut-Rhin) qui relie Bâle à Mulhouse en traversant Saint-Louis sur près de 7 kilomètres. La deuxième peut être la D 105 (Haut-Rhin) allant de Weil am Rhein à l'ouest à Hésingue, porte orientale du Sundgau. Cette route passe sur plus de 1 km dans la ville. La D 469 (Haut-Rhin) entre le centre-ville de Saint-Louis et celui de Huningue et du centre de Bourgfelden à Hégenheim, plus d'un kilomètre et la D 419 (Haut-Rhin) du nord de Bourgfelden jusqu'à Belfort, sur un peu plus de 600 m. Il existe 2 routes départementales moins fréquentées : la première est la RD12bisI du centre de La Chaussée vers Blotzheim et la seconde la D 107 (Haut-Rhin) qui ne se situe dans aucune ville (à l'exception de Huningue au sud de la route) mais borde Huningue, Village-Neuf et Saint-Louis.
À l'intérieur de la ville, plusieurs « pénétrantes » prolongent les routes rayonnant de Saint-Louis jusqu'au cœur de la ville : avenue de Bâle pour la route de Bâle, rue de Mulhouse et rue de Strasbourg pour la route de Mulhouse, avenue du Général-de-Gaulle et rue de Huningue pour la route d'Altkirch et de Huningue. Il existe encore d'autres « pénétrantes » pour le reste de la ville : à Bourgfelden, la rue de Hégenheim pour Hégenheim et la rue du Maréchal-de-Lattre-de-Tassigny pour Bâle-Ouest. Pour Neuweg, c'est la rue du Canal pour Rosenau et Village-Neuf et la rue de l'Aéroport pour Blotzheim. Enfin, entre le centre-ville et le quartier Wallart se trouve la rue du Rhône pour le sud de Huningue.
Au centre-ville, les automobilistes disposent d'un parking souterrain gratuit (Croisée des Lys) auquel s'ajoutent les vastes parkings en plein air, également gratuits, de la place de l'Europe, qui a été réaménagée depuis le 21 novembre 2007, et de la place Georges-Gissy.

#### Transport en commun
- Transports en Alsace.
- Fluo Grand Est.

##### Distribus

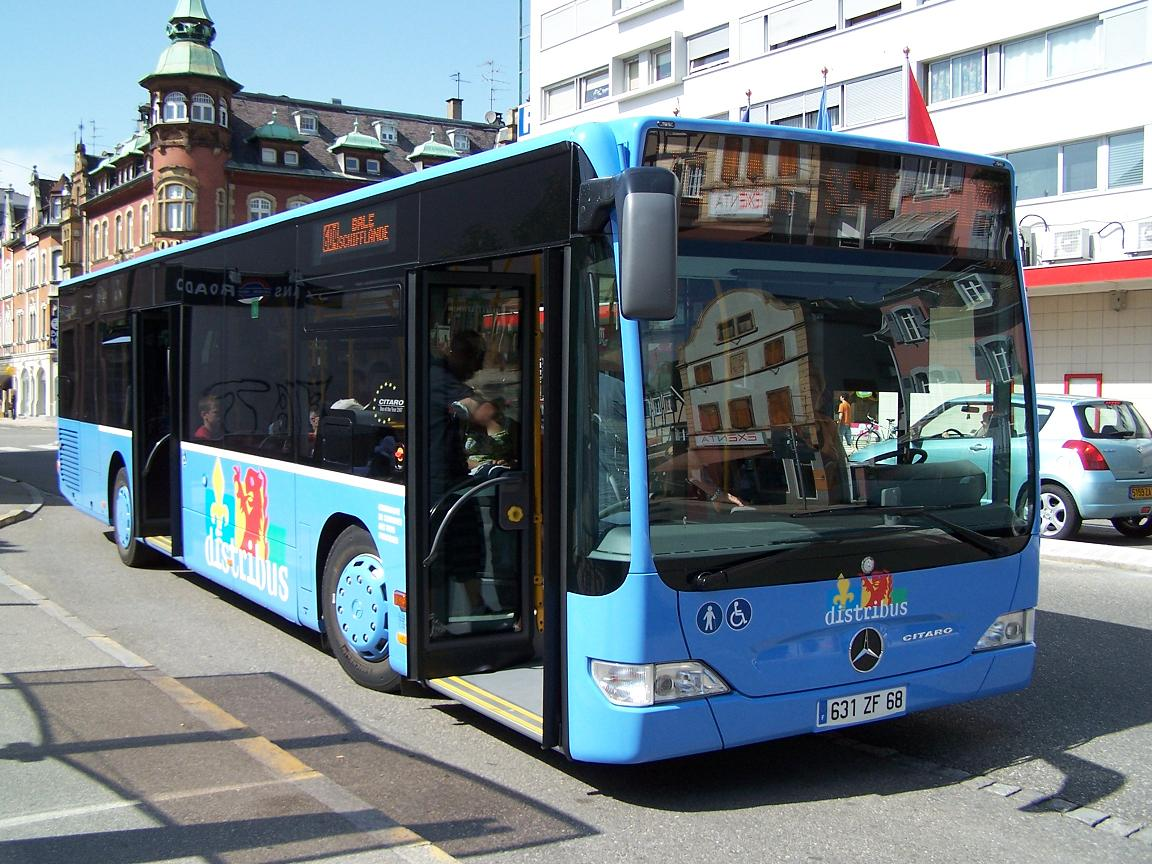
Un bus Distribus au carrefour central.

Le réseau de transport en commun de la Communauté d'agglomération des Trois Frontières, Distribus, a dix de ses douze lignes passant par Saint-Louis. Dans la ville, le réseau dessert des lieux importants comme le carrefour central, la Gare, l'EuroAirport, le lycée Jean-Mermoz mais aussi le collège Forlen. Le carrefour central est d'ailleurs le centre du réseau puisque six lignes s'y arrêtent. C'est depuis là que l'on peut accéder à Bâle, Kembs, Bartenheim, Buschwiller, Blotzheim, Huningue ou encore Village-Neuf en quelques minutes.

##### Tramway de Bâle
Le 1er mars 1900, le tramway arrive à Saint-Louis. La première tranche du tram ira jusqu'en face du bureau des douanes. Cette section coûte 44 063 marks. Puis, le 19 juillet de la même année est ouverte la ligne électrifiée no 5, Bâle - Marktplatz - Saint-Jean - Saint-Louis. Le premier tramway arrive à la frontière à 10 heures avec les salutations de la municipalité de Saint-Louis, de l'administration des Chemins de fer et d'une grande foule. Toutes les maisons sont décorées. Le Rösslitram fonctionne encore 2 ans. La dernière voiture est transformée en gloriette dans un jardin de Riehen en Suisse.
Mais la municipalité du maire Kroepflé refuse de participer financièrement à l'éventuel déficit de l'exploitation des tramways bâlois à la fin de l'année 1956. Le contrat expire le 31 décembre 1957. Le 1er janvier 1958, le tram est donc remplacé par un service d'autobus de la ville de Saint-Louis et en 1962, il est décidé d'enlever les anciens rails.
Toutefois, le tramway bâlois dessert à nouveau la commune depuis le 9 décembre 2017 grâce à une extension de la ligne 3 jusqu'à la gare de Saint-Louis. Les premiers essais avaient débuté le 2 août 2017.

#### Réseau ferroviaire

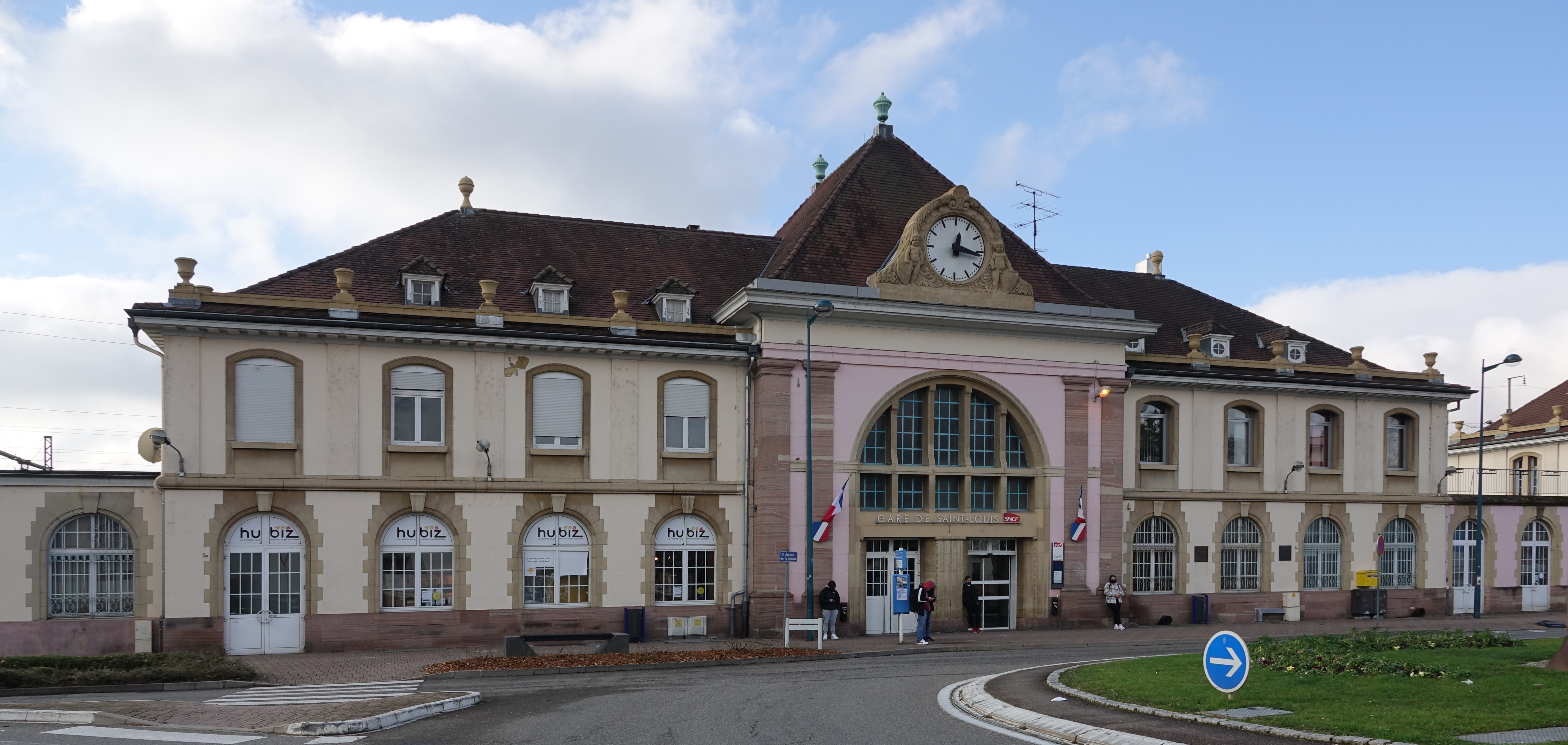
Gare de Saint-Louis.

Saint-Louis est traversée par la voie ferrée reliant Strasbourg à Bâle.
La première gare de Saint-Louis est inaugurée en 1840 et constitue le terminus de la ligne jusqu'en 1844. La gare actuelle est construite par les autorités allemandes en 1910.
La gare est desservie par les TER Alsace reliant Strasbourg à Bâle via Colmar et Mulhouse.
Avant le lancement du TGV Est, la ville était aussi desservie par les trains Corail de la ligne Paris - Mulhouse - Bâle.
Devant la gare, on peut gagner l'aéroport international de Bâle-Mulhouse-Fribourg grâce à la navette 11 de Distribus.
Saint-Louis a aussi une halte SNCF à Neuweg, située entre la rue de la Barrière et la rue des Pinsons, qui est desservie à certaines heures.
La halte, appelée gare de Saint-Louis-la-Chaussée, est uniquement desservie par la relation Bâle - Mulhouse.
La ville est située à 7 minutes de Bâle, à 13 minutes de Mulhouse, à 1 heure de Strasbourg et (grâce au TGV Rhin-Rhône) à 3 h 45 de Paris.

#### Réseau aérien

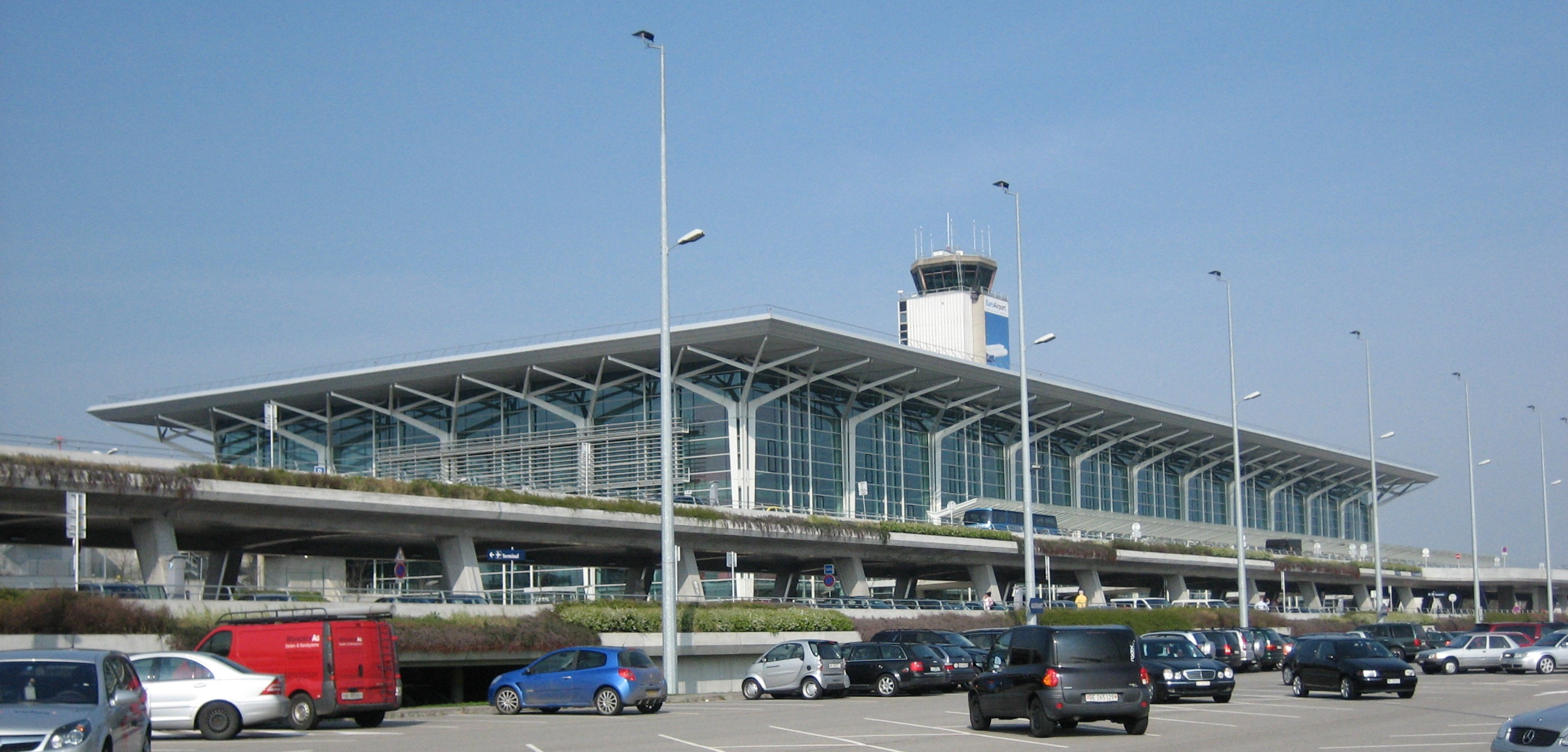
Aéroport international de Mulhouse-Bâle-Fribourg.

L'aéroport international et bi-national de Bâle-Mulhouse-Fribourg, situé à deux kilomètres au nord-ouest de la ville, est le 7e de France par le nombre de passagers, 2e pour le fret et le 3e aéroport de Suisse. Après avoir franchi en 2011 le cap des 5 millions de passagers, le trafic de l'aéroport a atteint plus de 7 millions de passagers en 2015. Plus de cent destinations sont desservies, essentiellement en Europe. Une navette effectue la liaison avec la gare de Saint-Louis, en attendant la création d'une gare sur l'aéroport et l'arrivée du TGV. Une navette côté Suisse, accessible par le tramway de Bâle (tram 11 ou 3), effectue une liaison très fréquente avec la gare de Bâle CFF. Pour certains vols long-courriers, un comptoir d'enregistrement bagages est situé dans le sous-sol de la gare de Bâle CFF pour la  liaison (en train) avec l'aéroport de Zurich, qui est l'un des principaux hubs européens. La compagnie aérienne à bas prix easyJet assure 55 % du trafic en 2015.

#### Réseau fluvial

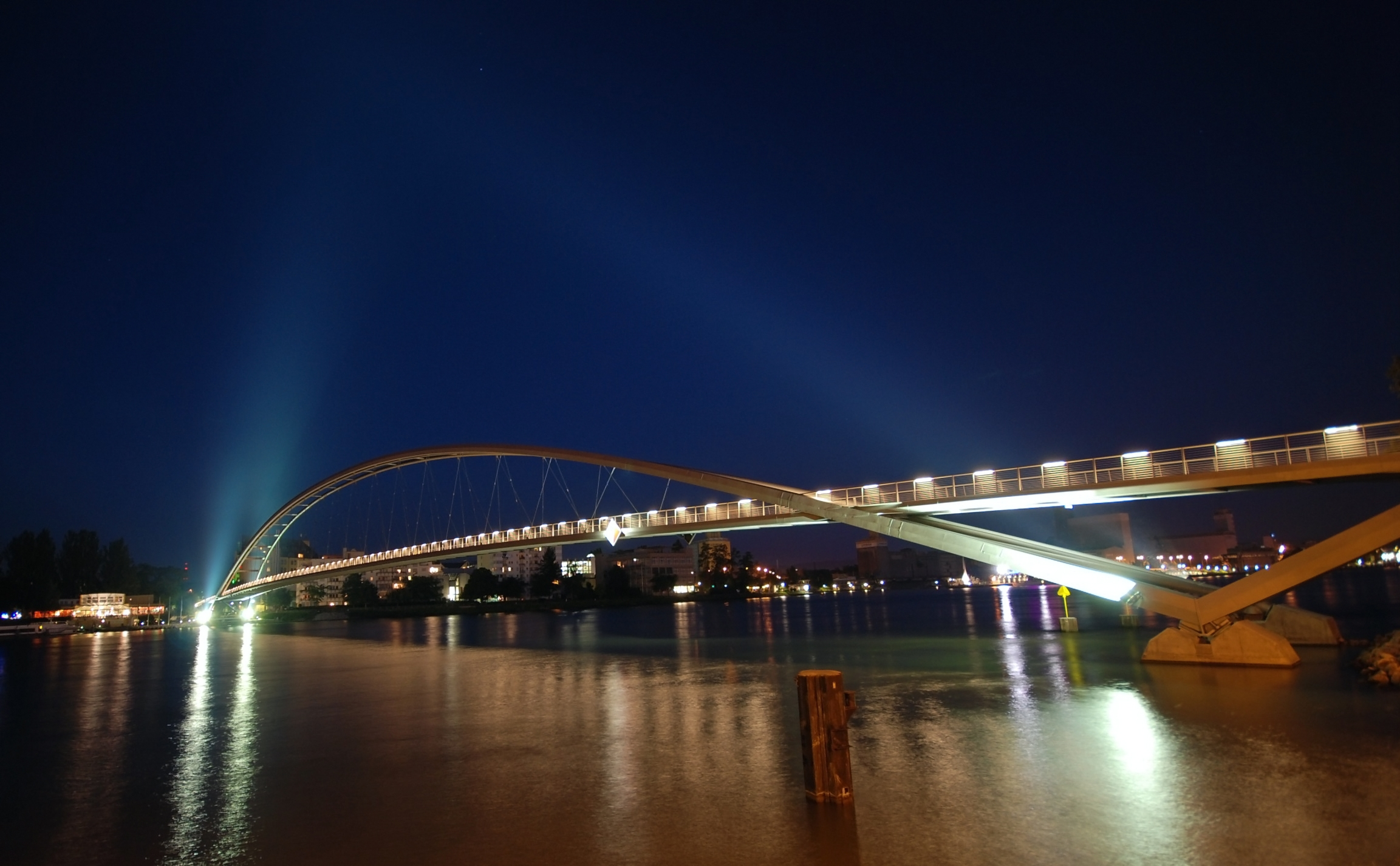
La passerelle des Trois Pays de Huningue, la nuit.

Saint-Louis ne possède pas de réseau fluvial à proprement parler.
Cependant, la ville de Huningue, à l'est de Saint-Louis, se trouve au bord du Rhin et possède une zone portuaire où se trouve le Port rhénan appartenant à la Chambre de commerce et d'industrie Sud Alsace Mulhouse. La proximité de cette infrastructure fait que Saint-Louis dispose assez facilement d'un accès à l'une des plus grandes voies navigables d'Europe.

## Toponymie
Le nom de Saint-Louis vient du nom du roi Louis IX de France. Une légende dit qu'il appréciait se reposer dans des champs situés actuellement rue de Mulhouse, près de la rue du Rail. La ville est nommée Sankt Ludwig en allemand.

## Histoire
Saint-Louis est une « jeune ville » d'un peu plus de 300 ans, qui existe officiellement, par ordonnance de Louis XIV, datant du 28 novembre 1684. Mais Saint-Louis a connu très tôt la colonisation humaine. Des tombes, datant de 1500 avant Jésus-Christ, et un trésor gaulois, datant de 80 avant Jésus-Christ, y ont été découverts. Trois grandes voies romaines prenaient leur départ dans un lieu appelé Arialbinum, qui se trouvait vraisemblablement dans un triangle délimité à présent par Bourgfelden, Binningen et Saint-Louis. Aux XIe et XIIe siècles, Saint-Louis aurait déjà été un tout petit village du nom de Birsen, disparu aujourd'hui. Le 4 octobre 1259 est fondé le couvent cistercien de Michelfelden sur le site romain de Magnus Campus. Il est de loin le plus ancien patrimoine bâti de la région, mais n'est pas classé monument historique.

### Des origines auXVIIIesiècle
Du XIIIe au XVIIe siècle, on ne rencontre que deux lieux habités entre Bâle et Kembs : Alt-Hüningen — ou Altdorf, un petit village de pêcheurs — et Michelfelden. La forêt de la Hardt, peuplée d'ours et de loups, arrive alors pratiquement jusqu'au Rhin. En 1680, Vauban et l'ingénieur Jacques Tarade entreprennent la construction de la forteresse de Huningue, sur ordre du Roi-Soleil. Tout autour de la place forte, un glacis doit être dégagé. Aussi, le village de Huningue, qui se trouve entre la nouvelle forteresse et Bâle, est rasé. La majorité de ses habitants va alors reconstruire un nouveau village à un kilomètre et demi de là. Officiellement, il se nomme le Bourg Neuf d'Aoust, mais très vite il s'appellera Village-Neuf du Grand-Huningue, puis tout simplement Village-Neuf — ou Neudorf.

Louis XIV, roi de France, fondateur de la ville de Saint-Louis.

Mais certains s'installent, en même temps qu'un petit nombre d'ouvriers de la forteresse, sur la route de Paris, là où elle croise la chaussée venant de la porte Saint-Jean-de-Bâle, près d'un relais de poste aux chevaux et d'une petite chapelle. L'emplacement actuel de ce site se trouve devant l'église Saint-Louis. Ainsi naît le hameau de Saint-Louis. Quand en 1684, Louis XIV lui accorde de porter ce nom, une maison de douane et une dizaine de maisons très basses avaient été construites le long de la route. Ceux qui les habitent sont « gardes de tabac », c'est-à-dire douaniers. L'excellente situation de ce hameau, à la fois carrefour et poste-frontière, constitue le point de départ de la courbe exponentielle de sa croissance. Le développement de Saint-Louis est d'abord lent, mais il est constant. À la fin de l'Ancien Régime, en 1789, le village compte près de 600 habitants et 500 mètres de rues. Il n'est cependant qu'une annexe de Village-Neuf, car il dépend de sa municipalité et de son curé. C’est la suppression des barrières douanières intérieures, décrétée par l’Assemblée, le 31 octobre 1793, qui va marquer le début du véritable essor de Saint-Louis.
La Révolution française lui donne les deux clefs de sa réussite : d’une part, l’établissement de la douane nationale, en 1791. Saint-Louis devient alors un vrai poste frontière, avec douaniers et militaires. D’autre part, le 22 octobre 1793, le directoire du département accorde à Saint-Louis et à Michelfelden l’autonomie communale. Ces deux villages sont réunis sous le nom de Bourg-Libre.

### LeXIXesiècle
L'expansion peut s'accélérer. De 1800 à 1815, de nombreux ateliers manufactures et maisons de transport, dont Danzas, s'établissent à Saint-Louis, qui a repris ce nom en 1814. En 1816, Alexandre Freund fonde la Grande-Brasserie de Saint-Louis. Depuis 1808, Saint-Louis organise son enseignement primaire indépendant et se dote d’une école. Le 27 juin 1827, Charles X ordonne la création d’une paroisse indépendante dans la commune. Cette dernière compte alors 1 400 habitants. L’église Saint-Louis n’est construite qu’en 1842.

Carte du régime allemand lorsque la commune était allemande.

Le 25 octobre 1840 est une grande date pour Saint-Louis : la ligne de chemin de fer Mulhouse – Saint-Louis est inaugurée officiellement. L’accès à Bâle est achevé en 1845. L’avenir de Saint-Louis est alors assuré. Entre 1845 et 1850, la poste aux lettres adopte le chemin de fer comme nouveau moyen de transport pour le courrier. C’est la fin des malles-poste. Le 14 avril 1847, une autre grande victoire est remportée. Louis-Philippe Ier approuve, par ordonnance, le partage du territoire entre Village-Neuf, Saint-Louis et Huningue, qui avait déjà été projeté en 1845. Il met ainsi fin à un procès commencé en 1808. Saint-Louis a enfin un finage communal propre et se libère ainsi de sa tutelle financière, la dernière qu’exerçait encore Village-Neuf sur elle. En 1866, lors d’un nouveau recensement général, Saint-Louis est la commune la plus peuplée du canton avec 2 546 habitants. Le commerce est très actif, mais l’agriculture tient encore une grande place dans l’économie de la bourgade. Le comice agricole, qui se tient le 9 septembre 1867 à Saint-Louis, réunit une trentaine de fermiers.
C’est sous le régime allemand, de 1870 à 1914, que Saint-Louis s’industrialise. L’établissement de grandes rubaneries bâloises, de tissages de soie, de fabriques de cigares, d’ateliers de construction métallique, de fabriques de produits alimentaires et chimiques, d’imprimeries, de cartonneries et d’ateliers de lithographie, sur la commune, provoque une affluence d’ouvriers venus de la campagne. Le bourg se transforme en ville qui va se doter du télégraphe, du téléphone public, de l’éclairage au gaz puis électrique, d’un réseau de distribution d’eau potable et d’un tramway électrique qui est inauguré le 1er mars 1900.

### LeXXesiècle
Saint-Louis vit son « âge d’or » avant les catastrophes des deux guerres mondiales. Suivant un plan d’urbanisme, on construit entre autres une église réformée, une synagogue, de nouvelles écoles, de très nombreux logements d’ouvriers, un abattoir et une prison. De grands hôtels et des grands magasins ouvrent leurs portes. Après une paralysie de quatre années durant la Grande Guerre, Saint-Louis redevient française en novembre 1918. En effet, la ville a été complètement isolée par un réseau barbelé et électrifié mis en place par le haut commandement militaire allemand. L’après-guerre est une période difficile. La pénurie de matières premières a provoqué le chômage. L’industrie doit se reconvertir et se tourner vers le marché français...
La commune a été décorée de la croix de guerre 1914-1918.

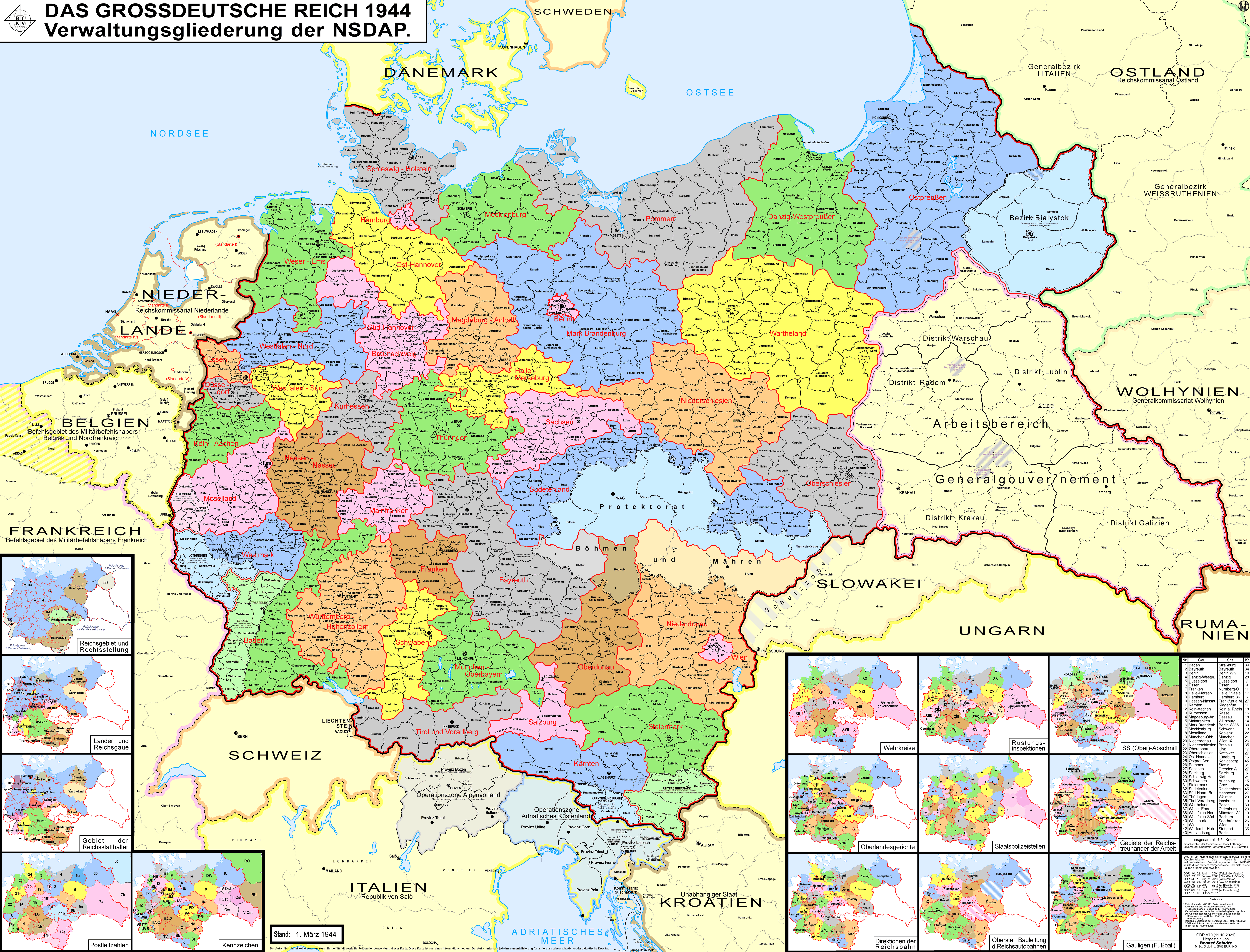
Carte du Troisième Reich lorsque l'Alsace-Lorraine était allemande.

De 1920 à 1938, Saint-Louis, malgré la crise qui entraîne la fermeture des principales rubaneries, essaie de trouver un nouvel essor industriel grâce à la métallurgie. Une des préoccupations du maire Jules Wallart est le logement des ouvriers. En 1923 débutent les travaux de la cité jardin, qui va s’appeler quartier Wallart dès son achèvement. De grands bâtiments sont construits, notamment L’Hôtel de la Gare et le Grand Hôtel Pfiffer, dans un style très moderne pour l’époque, le pensionnat des Ursulines, aujourd’hui école de musique, et l’école du quartier. La ville se dote aussi d’un stade municipal et fait réaliser son monument aux morts par les architectes Berger et Rudloff . En 1930, le budget communal dépasse pour la première fois deux millions de francs. Saint-Louis compte 8 629 habitants en 1936.
De 1939 à 1944, c’est la période tragique de la Seconde Guerre mondiale. De septembre 1939 à septembre 1940, toute la population de la ville est évacuée à Lectoure et ses environs, dans le Gers. Au retour, l’Alsace est allemande. Saint-Louis subit l’occupation nazie. Le 20 novembre 1944, la ville est libérée du joug de l'occupation nazie.
André Martin avait effectué une partie de sa carrière de gendarme en Alsace et occupé son dernier poste à Saint-Louis. Le 17 décembre 2013, l’Institut Yad Vashem de Jérusalem lui a décerné le titre de Juste parmi les Nations. La cérémonie a eu lieu à Blotzheim (68) le 1er février 2015. Il rejoint ainsi les 4281 Justes parmi les nations de France pour avoir sauvé des personnes juives persécutées par le régime nazi et le gouvernement de Vichy.
Le 1er mars 1953, la commune fusionne avec la commune de Bourgfelden. Puis c’est le Tour de France 1955 qui passe par Saint-Louis lors de l’étape Colmar-Zurich. Le 6 mars 1958, c’est le quartier de La Chaussée qui est détaché de la commune de Blotzheim pour être rattaché à la ville de Saint-Louis. Dans la même année, le 31 décembre, le tramway bâlois fut supprimé pour laisser place au bus du district.
Le 17 juin 1970, Saint-Louis inaugure l'aéroport international de Bâle-Mulhouse-Fribourg où est présent le président de la République française Georges Pompidou et le président de la Confédération suisse Hans Peter Tschudi. En 1984, la ville organise sa première Foire du livre. En 1986, le premier festival de spectacles courts Théatra. Quelques semaines plus tard, la Catastrophe de Schweizerhalle va contaminer le Rhin d'un mélange rougeâtre. L'incident sera appelé « Tchernobâle » en référence à Tchernobyl. En 1989, une première partie des travaux de restructuration du centre ville est achevée par l'inauguration de l'hôtel de ville par Jean Ueberschlag, récemment élu maire. Le 23 octobre 1993, la médiathèque est achevée et inauguré puis c’est l’achèvement de la croisée des Lys, centre ville modernisé et piéton. En 1999, le théâtre de 504 places et le cinéma comptant trois salles sont achevés, ainsi que le parking souterrain. Le 22 juillet 2000, la distillerie Fernet Branca ferme ses portes.

### XXIesiècle
Le 15 juin 2004, Jean Ueberschlag ouvre le musée d'art contemporain Fernet Branca dans les anciens locaux de la distillerie. Le 11 octobre 2005, vers 12 h 40, un important incendie, visible à plusieurs dizaines de kilomètres à la ronde, ravage l'usine chimique Ciba à Grenzach-Wyhlen en Allemagne. À la fin du mois de décembre 2006, la compagnie GeoPower AG, située à Kleinhüningen (quartier bâlois), provoque une vague de panique. En effet, GeoPower, spécialisé dans la géothermie, dynamite le sol à près de 3 000 mètres de profondeur. Et plus précisément le 8 décembre où, à plusieurs reprises, la magnitude de trois sur l'échelle de Richter avait été atteinte. Mais elle continua au début de l'année 2007,. La population n'ayant été prévenue de ces opérations, la compagnie a été condamnée à indemniser les foyers touchés. Enfin, le 12 décembre 2008, la Suisse entre dans l'espace Schengen ce qui pour autant, ne réduit pas les bouchons de poids-lourds sur l'autoroute A35. En 2010, un incendie aux entrepôts Frigo-Bell de Bâle dure 2 semaines aux alentours de Pâques. Les rues de Saint-Louis sont envahies par la fumée.
À la suite du décès de Jean-Marie Zoellé le 6 avril 2020, Pascale Schmidiger, numéro deux sur la liste de ce dernier lors des élections municipales 2020 et adjointe lors du précédent mandat, assure de facto la fonction de maire par intérim. Le 23 mai 2020, elle est officiellement élue maire de Saint-Louis par 33 voix sur 35, lors d'un conseil municipal extraordinaire délocalisé au FORUM. Elle devient par la même occasion la première femme à accéder à ce poste.

## Politique et administration

### Tendances politiques et résultats
Politiquement, Saint-Louis est une ville de droite. Son maire, Jean-Marie Zoellé, (mort des suites de la Covid-19 le 6 avril 2020), est l'ancien premier adjoint de Jean Ueberschlag (RS).
À l’élection présidentielle de 2002, le premier tour a vu arriver en tête Jacques Chirac avec 21,61 %, suivi de Jean-Marie Le Pen avec 21,44 %, puis de Lionel Jospin avec 11,84 % et enfin François Bayrou avec 8,34 %, puis Jean-Pierre Chevènement avec 6,57 % et Noël Mamère avec 6,36 %, aucun autre candidat ne dépassant le seuil des 5 %. Au second tour, les électeurs ont voté à 80,36 % pour Jacques Chirac contre 19,64 % pour Jean-Marie Le Pen avec un taux d’abstention de 24,20 %, résultat inférieur aux tendances nationales (respectivement 82,21 % et 17,79 % ; abstention 20,29 %) avec cependant deux points supplémentaires pour Jean-Marie Le Pen.
Au référendum sur le traité constitutionnel pour l’Europe du 29 mai 2005, les Ludoviciens ont voté pour la Constitution européenne, avec 52,70 % de Oui contre 47,30 % de Non avec un taux d’abstention de 39,77 % (France entière : Non à 54,67 % ; Oui à 45,33 %). Ces chiffres sont supérieurs à la tendance départementale du Haut-Rhin (Non à 49,72 % ; Oui à 50,28 %) démontrant le caractère rural du département et de sa petite ville. L'électorat ayant choisi le vote positif est, selon les analystes politiques, le fait d'une population plus privilégiée économiquement et d'un plus haut niveau d'éducation.
À l’élection présidentielle de 2007, le premier tour a vu se démarquer en tête Nicolas Sarkozy avec 35,57 %, suivi par François Bayrou avec 20,68 %, Ségolène Royal avec 20,25 %, Jean-Marie Le Pen avec 12,33 %, puis Olivier Besancenot avec 3,65 %, aucun autre candidat ne dépassant le seuil des 2 %. Le second tour a vu arriver en tête Nicolas Sarkozy avec 61,72 % (résultat national : 53,06 %) contre 38,28 % pour Ségolène Royal (national : 46,94 %).

### Intercommunalité
La communauté d'agglomération des Trois Frontières, dont le siège est à Saint-Louis, a été créée le 1er janvier 2016 par transformation de l'ancienne communauté de communes crée le 30 octobre 2000, succédant à un district créé en 1974. En 2001, la communauté de communes a fusionné avec le SIPES (Syndicat intercommunal pour la promotion économique et sociale de la région des Trois Frontières) créé en 1960. Actuellement[Quand ?], la communauté d'agglomération compte 10 communes membres. Elle s'étend ainsi sur 96,9 km2 et regroupe 50 044 habitants. L'intercommunalité est aussi membre du Pays de Saint-Louis et des Trois-Frontières, dont la ville est également le siège.

#### Élections
| Élection        | Territoire                             | Titre                         | Nom                            | Début de mandat | Fin de mandat |
| --------------- | -------------------------------------- | ----------------------------- | ------------------------------ | --------------- | ------------- |
| Municipales     | Saint-Louis                            | Maire                         | Pascale Schmidiger             | 23 mai 2020     | 2026          |
| Départementales | Canton de Saint-Louis                  | Conseillers départementaux    | Max Delmond Pascale Schmidiger | 2 avril 2015    | 2021          |
| Législatives    | Troisième circonscription du Haut-Rhin | Député                        | Jean-Luc Reitzer               | 18 juin 2017    | juin 2022     |
| Régionales      | Grand Est                              | Président du conseil régional | Jean Rottner                   | 20 octobre 2017 | 2021          |
| Présidentielles | France                                 | Président de la République    | Emmanuel Macron                | 7 mai 2017      | mai 2022      |

### Liste des maires
| Nom | Nom                            | Dates du mandat   | Dates du mandat   | Parti                | Notes |
| --- | ------------------------------ | ----------------- | ----------------- | -------------------- | --- |
|     | Jean Brandenburger (1900-1986) | 20 novembre 1944  | 1er juin 1945     | SFIO                 | Maître menuisier, capitaine FFI Élu le jour même de la libération de Saint-Louis |
|     | Paul Fichter                   | 11 juillet 1945   | 23 septembre 1945 |                      | Président de la délégation municipale |
|     | Marcel Hurst                   | 23 septembre 1945 | 16 mars 1957      | MRP                  | Médecin Conseiller général de Huningue (1945 → 1949 et 1954 → 1957) Deuxième mandat, le premier ayant eu lieu de 1935 à 1941 |
|     | Charles Kroepflé               | 19 mai 1957       | 14 mars 1965      | UNR-UDT              | Industriel Adjoint au maire (1954 → 1957) Député du Haut-Rhin (5e circ.) (1962 → 1967) |
|     | Georges Gissy (1902-1980)      | 14 mars 1965      | 21 mars 1971      | MRP                  | Journaliste rédacteur au Nouveau Rhin français Ancien premier adjoint au maire |
|     | Théo Bachmann (1913-1987)      | 21 mars 1971      | 28 mai 1987       | DVD                  | Ancien chef de bureau principal SNCF Conseiller régional d'Alsace (1973 → 1986) 1er vice-président du District des Trois Frontières Décédé en fonction |
|     | Adolphe Cronimus (1930-2002)   | 9 juin 1987       | 25 mars 1989      | CDS                  | Cadre commercial Premier adjoint au maire (1985 → 1987) 1er vice-président du District des Trois Frontières |
|     | Jean Ueberschlag               | 25 mars 1989      | 14 septembre 2011 | RPR puis UMP puis RS | Chirurgien-dentiste Adjoint au maire (1977 → 1987) Député du Haut-Rhin (4e circ.) (1988 → 2012) Vice-président de la CC des Trois Frontières Démissionnaire |
|     | Jean-Marie Zoellé (1945-2020)  | 24 septembre 2011 | 6 avril 2020      | DVD                  | Retraité Premier adjoint au maire (1989 → 2011) Vice-président de la CC des Trois Frontières (2001 → 2017) Vice-président de Saint-Louis Agglomération (2017 → 2020) Décédé en fonction |
|     | Pascale Schmidiger             | 23 mai 2020       | En cours          | LR                   | Permanente politique Conseillère départementale de Saint-Louis (2015 → 2021) Vice-présidente du conseil départemental (2015 → 2021) Conseillère d'Alsace (2021 → ) Vice-présidente de la Collectivité européenne d'Alsace (2021 → ) 1re vice-présidente de Saint-Louis Agglomération Assure l'intérim du 6 avril au 23 mai 2020 Première femme élue à ce poste |

### Instances judiciaires et administratives
Saint-Louis relève du tribunal d'instance de Mulhouse, du tribunal de grande instance de Mulhouse, de la cour d'appel de Colmar, du tribunal pour enfants de Mulhouse, du conseil de prud'hommes de Mulhouse, du tribunal de commerce de Mulhouse, du tribunal administratif de Strasbourg, de la cour administrative d'appel de Nancy et de la cour d’assises de Colmar.

### Institutions publiques

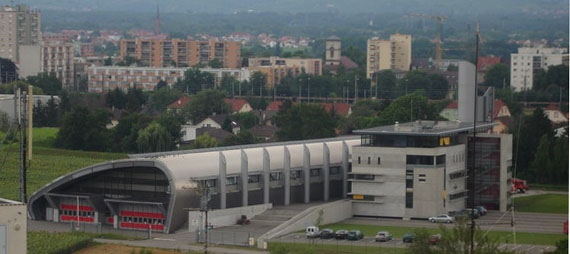
Le centre de secours principal des Trois frontières.

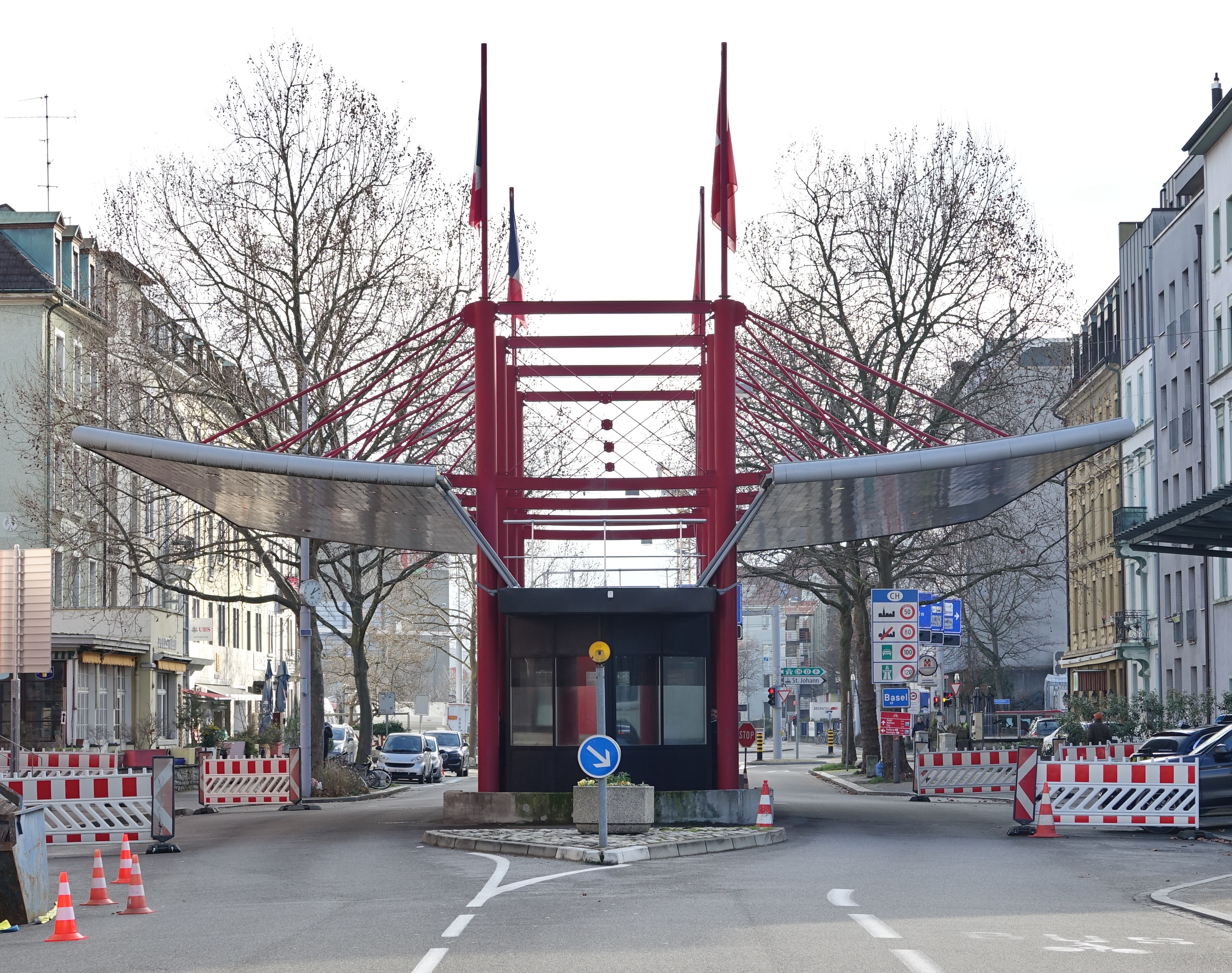
Le poste frontière.

Un poste de police était situé avenue de Bâle avec une antenne à l'Hôtel de ville. Les locaux avenue de Bâle étant vétustes, le commissariat a été déplacé rue du Jura depuis le 12 février 2011.
Un poste de douane est situé à l'extrémité de la rue de Bâle, sur la frontière franco-suisse. Il constitue un point d'accès direct à la ville de Bâle. Deux autres postes frontières permettent un passage vers la Suisse, dont un sur l'autoroute française A35. Du fait de la proximité de la Suisse et de l'Euroairport, les contrôles de douanes volantes sont assez fréquents dans la région de Saint-Louis.
La caserne de pompiers place Gissy a été remplacée, le 12 octobre 2002, par le centre de secours principal des Trois frontières, beaucoup plus moderne, signé par les architectes Séverine Stoffel et Stéphane Lefebvre.
Une brigade de gendarmerie est présente rue de Mulhouse.
La ville dispose d'un Centre des Finances Publiques pour les affaires fiscales courantes.
Le 25 octobre 2008 a été inauguré le nouveau centre technique municipal qui regroupe maintenant l'équipement public de la ville en un peu plus de 5 000 m3.

### Finances locales
Cette sous-section présente la situation des finances communales de Saint-Louis.
Pour l'exercice 2013, le compte administratif du budget municipal de Saint-Louis s'établit à  39 900 000 € en dépenses et 39 157 000 € en recettes :
En 2013, la section de fonctionnement se répartit en 28 209 000 €  de charges (1 377 € par habitant) pour 30 960 000 € de produits (1 512 € par habitant), soit un solde de 2 751 000 € (134 € par habitant), :
- le principal pôle de dépenses de fonctionnement est celui des charges de personnels[Note 7] pour une valeur totale de 13 572 000 € (48 %), soit 663 € par habitant, ratio inférieur de 14 % à la valeur moyenne pour les communes de la même strate (772 € par habitant). Pour la période allant de 2009 à 2013, ce ratio augmente de façon continue de 601 € à 663 € par habitant ;
- la plus grande part des recettes est constituée des impôts locaux[Note 8] pour  18 855 000 € (61 %), soit 921 € par habitant, ratio supérieur de 22 % à la valeur moyenne pour les communes de la même strate (753 € par habitant). Sur les 5 dernières années, ce ratio fluctue et présente un minimum de 883 € par habitant en 2011 et un maximum de 939 € par habitant en 2012.

Les taux des taxes ci-dessous sont votés par la municipalité de Saint-Louis. Ils ont varié de la façon suivante par rapport à 2012 :
- la taxe d'habitation égale 21,97 % ;
- la taxe foncière sur le bâti sans variation 16,17 % ;
- celle sur le non bâti constante 120,75 %.

La section investissement se répartit en emplois et ressources. Pour 2013, les emplois comprennent par ordre d'importance :
- des dépenses d'équipement[Note 10] pour  9 005 000 € (77 %), soit 440 € par habitant, ratio supérieur de 33 % à la valeur moyenne pour les communes de la même strate (331 € par habitant). Pour la période allant de 2009 à 2013, ce ratio fluctue et présente un minimum de 293 € par habitant en 2010 et un maximum de 518 € par habitant en 2012 ;
- des remboursements d'emprunts[Note 11] pour une somme de 2 098 000 € (18 %), soit 102 € par habitant, ratio supérieur de 31 % à la valeur moyenne pour les communes de la même strate (78 € par habitant).

Les ressources en investissement de Saint-Louis se répartissent principalement en :
- subventions reçues pour une valeur totale de 1 248 000 € (15 %), soit 61 € par habitant, ratio voisin de la valeur moyenne de la strate. En partant de 2009 et jusqu'à 2013, ce ratio fluctue et présente un minimum de 25 € par habitant en 2011 et un maximum de 67 € par habitant en 2012 ;
- fonds de Compensation pour la TVA pour une somme de 1 057 000 € (13 %), soit 52 € par habitant, ratio supérieur de 30 % à la valeur moyenne pour les communes de la même strate (40 € par habitant).

L'endettement de Saint-Louis au 31 décembre 2013 peut s'évaluer à partir de trois critères : l'encours de la dette, l'annuité de la dette et sa capacité de désendettement :
- l'encours de la dette pour une valeur totale de 28 804 000 €, soit 1 406 € par habitant, ratio supérieur de 49 % à la valeur moyenne pour les communes de la même strate (944 € par habitant). Sur les 5 dernières années, ce ratio fluctue et présente un minimum de 1 402 € par habitant en 2010 et un maximum de 1 535 € par habitant en 2012[A2 5] ;
- l'annuité de la dette pour une valeur de 3 494 000 €, soit 171 € par habitant, ratio supérieur de 53 % à la valeur moyenne pour les communes de la même strate (112 € par habitant). Sur la période 2009 - 2013, ce ratio fluctue et présente un minimum de 141 € par habitant en 2009 et un maximum de 179 € par habitant en 2012[A2 5] ;
- la capacité d'autofinancement (CAF) pour une valeur de 4 118 000 €, soit 201 € par habitant, ratio voisin de la valeur moyenne de la strate. En partant de 2009 et jusqu'à 2013, ce ratio fluctue et présente un minimum de 193 € par habitant en 2012 et un maximum de 279 € par habitant en 2010[A2 6]. La capacité de désendettement est d'environ 6 années en 2013. Sur une période de 14 années, ce ratio présente un minimum d'environ 5 années en 2010 et un maximum d'environ 13 années en 2003.

### Budget et fiscalité 2021
En 2021, le budget de la commune était constitué ainsi :
- total des produits de fonctionnement : 35 748 000 €, soit 1 630 € par habitant ;
- total des charges de fonctionnement : 33 217 000 €, soit 1 515 € par habitant ;
- total des ressources d'investissement : 17 538 000 €, soit 800 € par habitant ;
- total des emplois d'investissement : 17 573 000 €, soit 801 € par habitant ;
- endettement : 21 329 000 €, soit 973 € par habitant.

Avec les taux de fiscalité suivants :
- taxe d'habitation : 21,97 % ;
- taxe foncière sur les propriétés bâties : 29,63 % ;
- taxe foncière sur les propriétés non bâties : 120,75 % ;
- taxe additionnelle à la taxe foncière sur les propriétés non bâties : 0,00 % ;
- cotisation foncière des entreprises : 0,00 %.

Chiffres clés Revenus et pauvreté des ménages en 2020 : médiane en 2020 du revenu disponible, par unité de consommation : 23 290 €.

### Jumelages

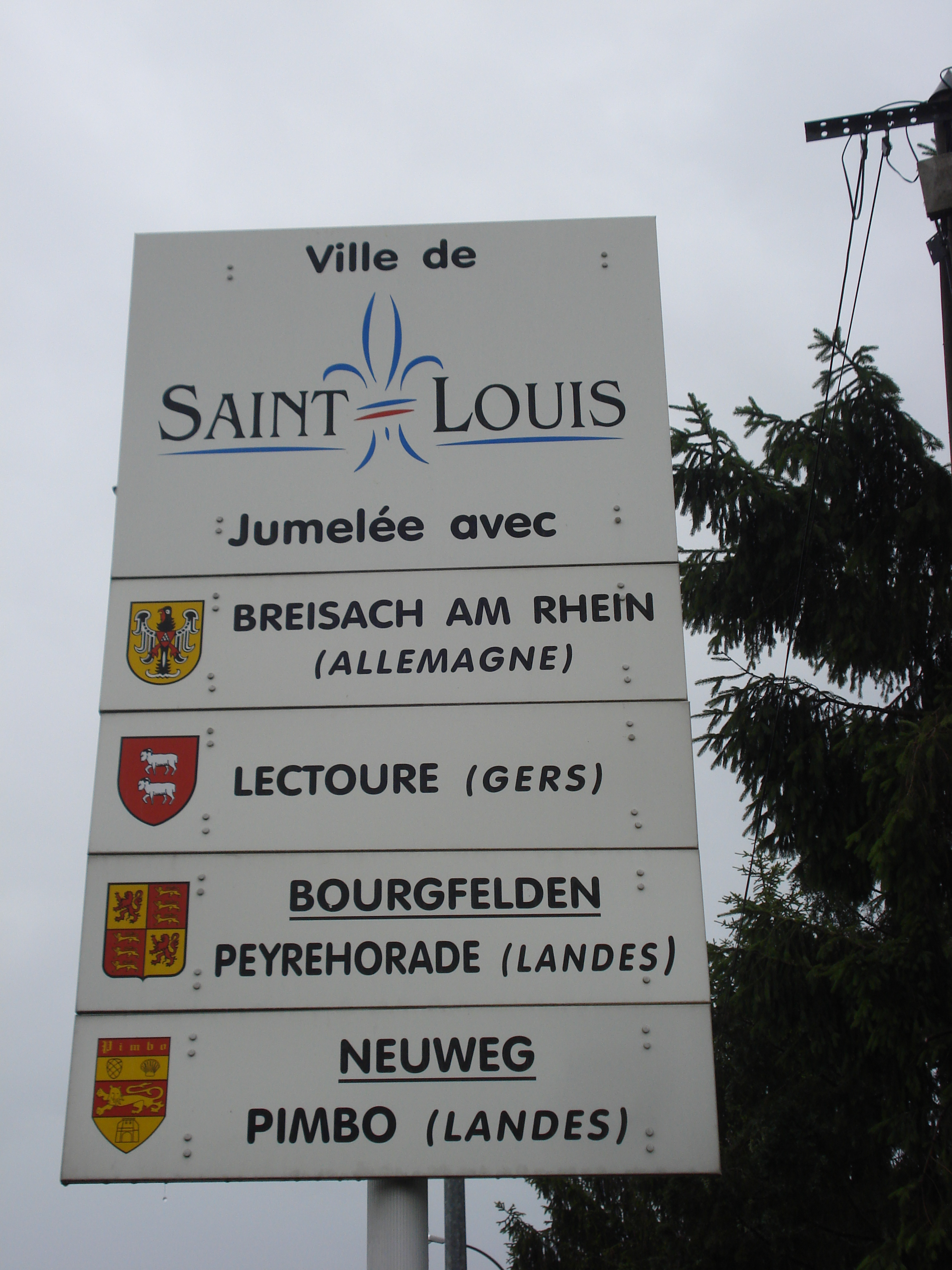
Panneau à l'entrée de la ville indiquant le jumelage de Saint-Louis.

La ville de Saint-Louis est jumelée avec :
- Vieux-Brisach (Allemagne) depuis 1960, situé à 50 kilomètres à vol d'oiseau[53] ;
- Lectoure (France) depuis 1981, dans le Gers, distant de 675 kilomètres[54] ;
- Peyrehorade (France) depuis 1985, dans les Landes, situé à 811 kilomètres ; jumelé au départ avec la ville de Bourgfelden, avant sa fusion avec Saint-Louis, maintenant jumelé avec le quartier[55] ;
- Pimbo (France) depuis 1981, toujours dans les Landes, distant de 762 kilomètres : jumelé au quartier de Neuweg.

#### En France
Afin de préserver les populations de l'invasion allemande de 1939, les populations de nombreuses villes et villages d'Alsace ont été évacuées vers d'autres régions de France. Ainsi, les villes de Lectoure, Peyrehorade et Pimbo ont accueilli les Ludoviciens.
Lectoure est la seconde ville (après Breisach-am-Rhein) à établir officiellement un jumelage. Le 23 mai 1948, en présence d'une délégation de la ville composée de Louis Meyer, Frédéric Schuchter et Robert Ruhlmann, marque le début du jumelage haut-rhino—gersois. Les 3 et 4 juillet de la même année, Saint-Louis baptise la rue du Canal, rue de Lectoure. En 1976, un sapin ludovicien est planté sur l'esplanade de l'Hôpital en présence de Georges Forlen, le secrétaire général de la mairie Albert Hartmann, le maire-adjoint Guillaume Platt, et le conseiller général André Weber. En septembre de la même année, c'est la première vente des fameux « melons de Lectoure ». En 1977, 316 Ludoviciens prennent un train spécial pour Lectoure. En septembre 1979, c'est au tour de Saint-Louis d'accueillir la « Cité d'Art ». Le 28 mai 1981, 70 Ludoviciens repartent dans le Gers pour célébrer le 1er acte officiel de jumelage. Le 19 septembre, 1981 toujours, le serment de jumelage « retour » est signé dans la ville par Théo Bachmann et Robert Castaing. L'esplanade de l'hôpital où a été planté le sapin ludovicien est rebaptisée place Théo Bachmann le 12 juillet 1987, soit deux mois après le décès de ce dernier. Le jour suivant, le nouveau maire, Cronimus, la veuve du maire et ses enfants sont au service funèbre.

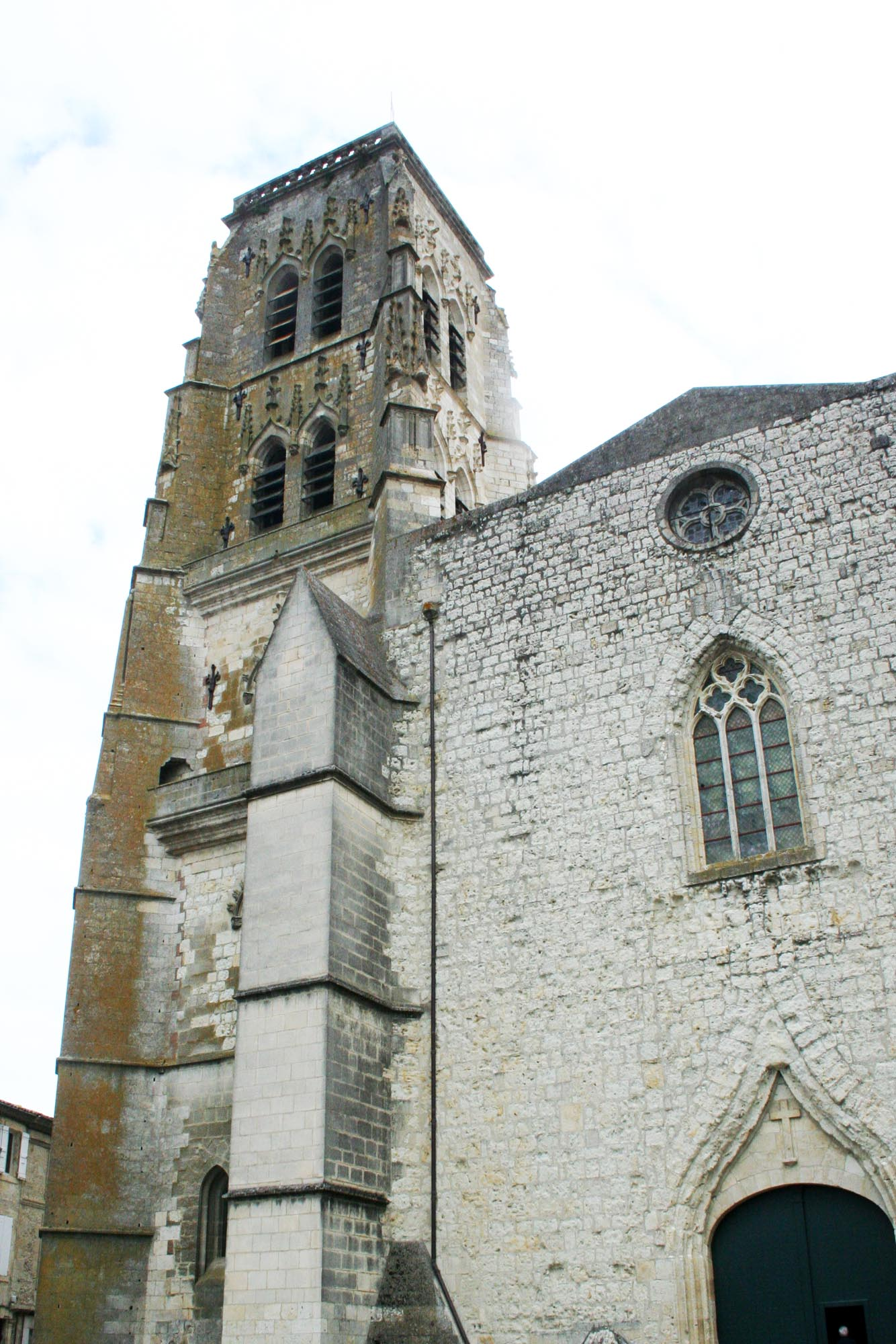
La Cathédrale Saint-Gervais-Saint-Protais de Lectoure.

Peyrehorade possède une rue dans le quartier de Bourgfelden depuis le 1er septembre 1979, soit 40 ans jour pour jour après l'évacuation. Le 30 mai 1981 et le 4 septembre 1982, Bourgfelden et Peyrehorade remplissent les actes de jumelage. Il s'agit du 17e jumelage haut-rhino—landais.
Pimbo est la dernière commune à se jumeler avec Saint-Louis. Et c'est plus précisément avec le quartier de Neuweg que la commune a décidé de fusionner. En réalité, la population de Blotzheim-la-Chaussée (ancien nom de Neuweg), a fui en majorité à Bias, Pimbo, Hontanx et Morcenx, toutes les quatre étant situées dans le département des Landes. Mais Morcenx était déjà jumelée avec Hégenheim et Hontanx avec Helfrantzkirch, Neuweg décide dans un premier temps de se jumeler à Bias et Pimbo. Mais ces dernières écartées de 93 kilomètres, le quartier a choisi Pimbo car plus proche. Donc, le 17 avril 1985, l'association « les Amis de Pimbo » est fondée, présidée par Roger Erblang, son vice-président Lucien Butticker, le secrétaire Clément Morgen et le trésorier Aimé Albientz. Le jumelage aller a lieu à Pimbo le 4 août 1985, avec l'inauguration d'un foyer du nom de « Saint-Louis-la-Chaussée ». Le jumelage retour a lieu à La Chaussée le 27 juillet 1986. Du 25 au 30 juillet 1986, une soixantaine de Pimbolais participent aux festivités ludoviciennes. Cinquante ans après l'évacuation, des festivités ont lieu à Pimbo du 25 au 29 août 1989.

#### À l'étranger

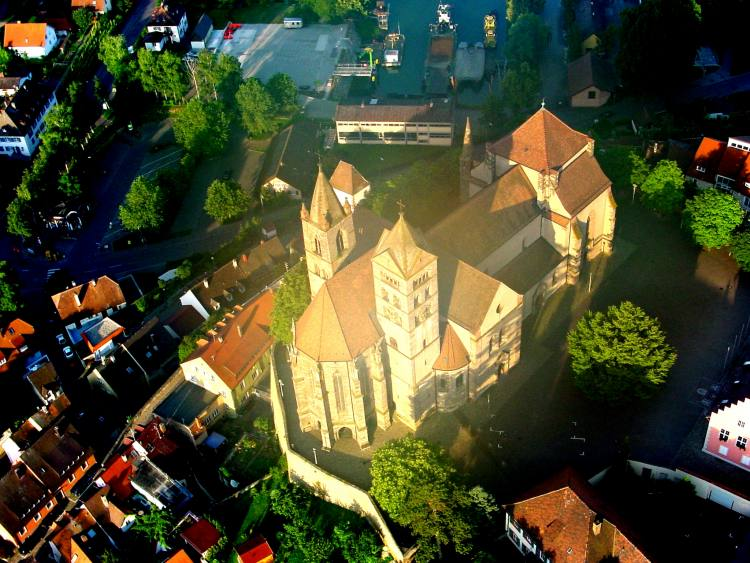
Collégiale romane St-Étienne (Münster) de Breisach-am-Rhein.

Breisach-am-Rhein est la première ville à se jumeler avec Saint-Louis. Le 25 juin 1960, le maire ludovicien Krœpflé et son homologue allemand Bueb ont signé le premier acte de jumelage. Un souvenir pour Saint-Louis, puisque le 10 avril 1685, le conseil souverain d'Alsace déclare à Breisach, ville française à l'époque, l'ordonnance de Louis XIV accordant le nom de Saint-Louis, en hommage à Louis IX, aux quelques maisons.

## Population et société

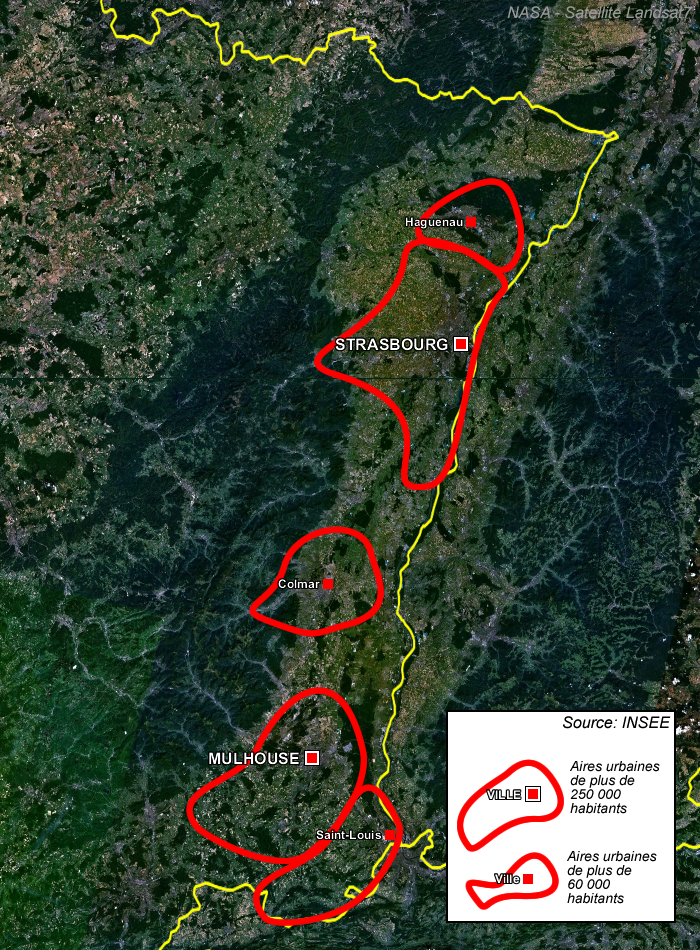
Image satellite de l'Alsace avec les principales aires urbaines, dont Saint-Louis.

### Démographie

#### Évolution démographique
L'évolution du nombre d'habitants est connue à travers les recensements de la population effectués dans la commune depuis 1793. Pour les communes de plus de 10 000 habitants les recensements ont lieu chaque année à la suite d'une enquête par sondage auprès d'un échantillon d'adresses représentant 8 % de leurs logements, contrairement aux autres communes qui ont un recensement réel tous les cinq ans,.

En 2022, la commune comptait 22 530 habitants, en évolution de +9,15 % par rapport à 2016 (Haut-Rhin : +0,66 %, France hors Mayotte : +2,11 %).
| 1793 | 1800 | 1806 | 1821 | 1831  | 1836  | 1841  | 1846  | 1851  |
| ---- | ---- | ---- | ---- | ----- | ----- | ----- | ----- | ----- |
| 590  | 830  | 662  | 966  | 1 263 | 1 327 | 1 459 | 1 473 | 1 464 |

| 1856  | 1861  | 1866  | 1871  | 1875  | 1880  | 1885  | 1890  | 1895  |
| ----- | ----- | ----- | ----- | ----- | ----- | ----- | ----- | ----- |
| 1 520 | 1 635 | 1 731 | 1 731 | 1 970 | 2 066 | 2 292 | 2 642 | 3 022 |

| 1900  | 1905  | 1910  | 1921  | 1926  | 1931  | 1936  | 1946  | 1954  |
| ----- | ----- | ----- | ----- | ----- | ----- | ----- | ----- | ----- |
| 4 018 | 4 737 | 5 417 | 5 376 | 5 700 | 6 375 | 7 158 | 6 475 | 9 122 |

| 1962   | 1968   | 1975   | 1982   | 1990   | 1999   | 2006   | 2011   | 2016   |
| ------ | ------ | ------ | ------ | ------ | ------ | ------ | ------ | ------ |
| 12 378 | 14 845 | 18 007 | 18 682 | 19 547 | 19 961 | 19 875 | 20 294 | 20 642 |

| 2021   | 2022   | - | - | - | - | - | - | - |
| ------ | ------ | - | - | - | - | - | - | - |
| 22 698 | 22 530 | - | - | - | - | - | - | - |

Au recensement démographique de 2022, la population de la commune totalisait 22 530 habitants, ce qui fait de Saint-Louis la troisième ville la plus peuplée du Haut-Rhin (derrière Mulhouse et Colmar).

#### Pyramide des âges
La population de la commune est relativement jeune. En 2020, le taux de personnes d'un âge inférieur à 30 ans s'élève à 36,6 %, soit un taux supérieur à la moyenne départementale (33,5 %). Le taux de personnes d'un âge supérieur à 60 ans (21,7 %) est inférieur au taux départemental (26,6 %).
En 2020, la commune comptait 11 353 hommes pour 11 482 femmes, soit un taux de 50,28 % de femmes, inférieur au taux départemental (50,94 %).
Les pyramides des âges de la commune et du département s'établissent comme suit :
| Hommes | Classe d’âge | Femmes |
| ------ | ------------ | ------ |
| 0,5    | 90 ou +      | 1,3    |
| 5,5    | 75-89 ans    | 6,9    |
| 14,1   | 60-74 ans    | 15,1   |
| 20,5   | 45-59 ans    | 19,7   |
| 21,9   | 30-44 ans    | 21,3   |
| 18,6   | 15-29 ans    | 17,3   |
| 18,8   | 0-14 ans     | 18,4   |

| Hommes | Classe d’âge | Femmes |
| ------ | ------------ | ------ |
| 0,6    | 90 ou +      | 1,6    |
| 7,1    | 75-89 ans    | 9,5    |
| 17,4   | 60-74 ans    | 17,8   |
| 21,4   | 45-59 ans    | 20,9   |
| 18,7   | 30-44 ans    | 18,6   |
| 16,9   | 15-29 ans    | 15,2   |
| 17,9   | 0-14 ans     | 16,5   |

### Enseignement
La ville de Saint-Louis relève de l'académie de Strasbourg. Ses écoles sont gérées par la Direction de l'éducation de la mairie sous la supervision de l'inspection départementale de l'Éducation nationale. La commune fait partie des nombreuses villes acceptant actuellement l'application du service minimum à l'école lors des jours de grève de la fonction publique.
Voici ci-dessous la liste exhaustive des principaux établissements scolaires de la ville :

### Santé
Dès le XIIe siècle, Saint-Louis possède de nombreux hospices et maison de Dieu qui accueillent les démunis, les orphelins.
Professionnels et établissements de santé :
- 17 médecins.
- À l'heure actuelle, Saint-Louis dispose d'un important centre de santé : la clinique des Trois frontières. La clinique qui est gérée par la Communauté d'agglomération des Trois Frontières a une capacité d'accueil de 129 lits[60].
- On dénombre également deux maisons de retraite : la maison du Lertzbach et la résidence Blanche de Castille, ainsi qu'un centre médico-social[61].
- La ville compte cinq pharmacies (deux au centre, une dans le quartier de la gare, une à Neuweg et une à Bourgfelden).

### Environnement
L'association de défense des riverains de l’aéroport (Adra) a indiqué lors d'une de ses assemblées générales que l'aéroport international de Bâle-Mulhouse-Fribourg (EuroAirport), basé à Saint-Louis, provoque diverses nuisances, notamment au niveau sonore, de la pollution de l’air qui a un impact sur l'environnement et la santé ainsi que sur les prix de l’immobilier.

### Sports
Le réseau associatif sportif ludovicien est dense et dynamique. La vie sportive touche plus de 4 500 licenciés.

#### Les installations
Saint-Louis dispose d'une zone sportive dénommée le parc des sports de l'Au. On y retrouve trois terrains de football/rugby (le Stade de l'Au et deux terrains d'entraînements) et des courts de tennis. Une salle de sports (le Sportenum) permet de pratiquer la plupart des sports d'intérieur. La salle dispose d'équipements pour pratiquer la musculation, le streetball, le tennis de table, le tir à l'arc et le tir au pistolet. C'est dans ce complexe qu'ont lieu les différentes fêtes. Sur le Stade de la Frontière sont installés un terrain de football/rugby et une piste d'athlétisme, qui est venue remplacer l'ancienne piste (qui a fait aussi office de stade municipal jusqu'à 2006). Un centre équestre est également situé à la sortie de la ville.
Il existe une autre zone sportive proche du lycée Jean-Mermoz (en) et du collège René Schickele. Dans cette zone se trouvent deux courts de tennis et le centre nautique Pierre de Coubertin qui est équipé d'un bassin olympique, d'un bassin pour enfants et d'un bassin pour adultes et enfants muni d'un toboggan.

#### Les clubs sportifs
Deux clubs de football se partagent les installations de la ville. Le club de football FC Saint-Louis Neuweg qui évolue depuis la saison 2015/2016 en CFA et l’AS Bourgfelden, qui évolue dans la Ligue d'Alsace de football. Le FC Saint-Louis Neuweg est issu du club FC Saint-Louis et du club FC Neuweg, fusionnés en 1990.
Le club de volley-ball, Saint-Louis-Neuweg Volley Ball, évolue en Nationale 1 (3e division nationale) depuis la saison 2012/2013 et comprend un joueur de l'équipe de Slovénie de volley-ball, Matjaz Urnaut. Le club de rugby à XV (Rugby Club Saint-Louis), lui, évolue en Promotion d'honneur, soit en 7e division. Il a disputé en 2010 un 32e de finale de championnat de France. Depuis les années 1990, le club a déjà évolué à un niveau supérieur quelques années auparavant. Il possède également une école de Rugby qui encadre des jeunes de 3 à 19 ans (Baby Rugby aux juniors), deux joueurs de ce club ont terminé champions de France (R.C. Strasbourg et USON). Le club pongiste du TT Saint-Louis évolue pour sa part en première division nationale pour la première fois de son histoire depuis la saison 2012/2013.
Parmi les clubs de Saint-Louis on retrouve également de la pétanque (Saint-Louis Neuweg Pétanque). Saint-Louis est aussi le foyer de sports individuels : athlétisme, badminton, cyclisme, motocyclisme, gymnastique, tennis de table (club du TT Saint-Louis en PRO-A), et de nombreux sports de combat.
Depuis le début des années 1990, un centre omnisports a été mis en place afin d'accompagner les jeunes sportifs de lycée pour qu'ils se préparent à atteindre les meilleurs niveaux.

### Cultes
Les Ludoviciens ont la possibilité de pratiquer les cultes catholique, protestant, évangélique, israélite et musulman.

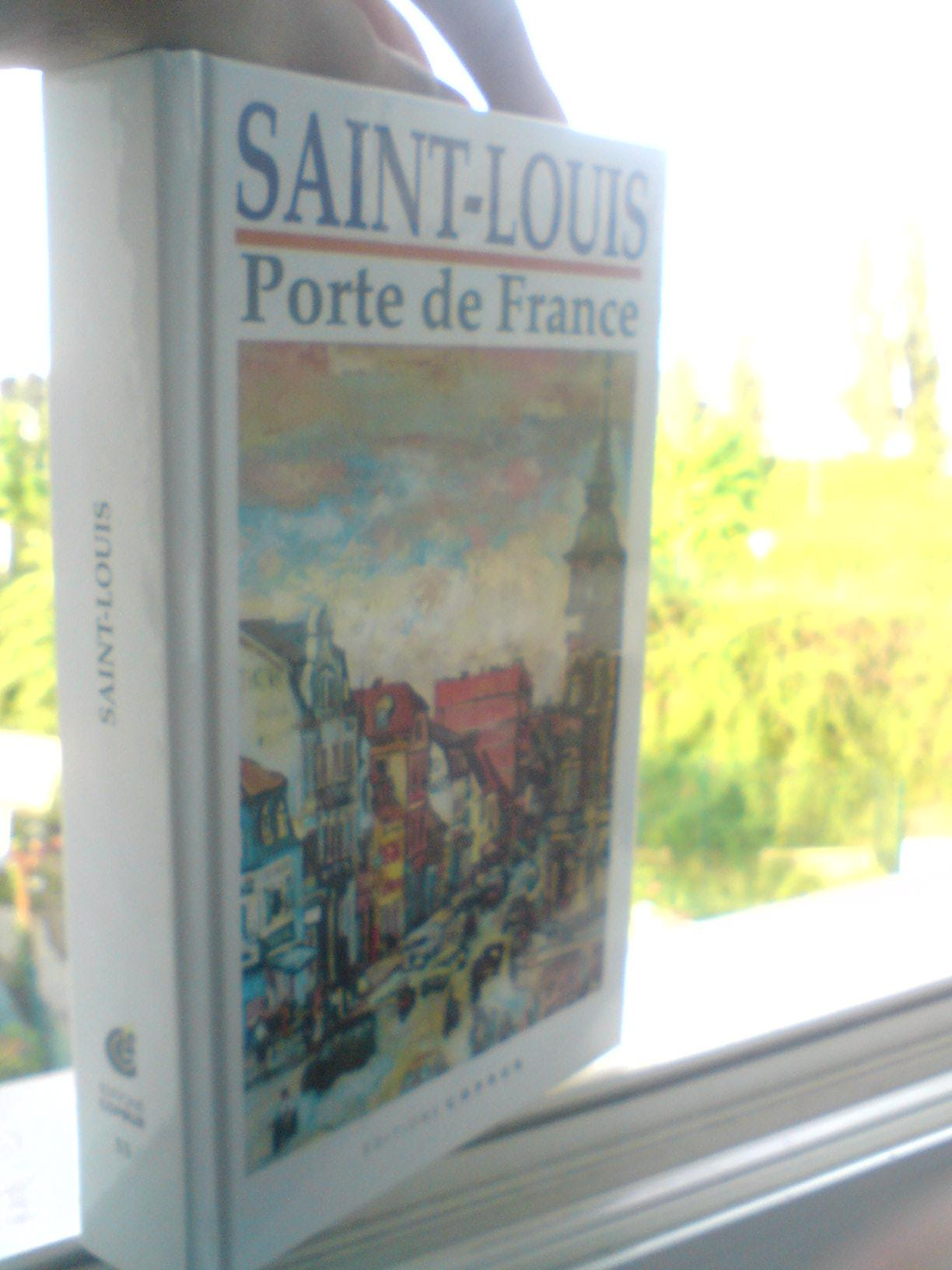
Saint-Louis, Porte de France, réalisé en 1995, par Paul-Bernard Munch aux éditions Coprur.

La paroisse de Saint-Louis (Saint-Louis, Porte de France), rattachée au diocèse de Strasbourg, regroupe à Saint-Louis cinq églises. Les lieux de culte sont : pour le centre, la chapelle de Saint-Louis, l'église Saint-Louis, l'église Notre-Dame-de-la-Paix ; pour Bourgfelden, l'église Saint-Charles ; pour Neuweg, l'église Saint-Pierre.
Deux églises réformées regroupant la communauté protestante sont présentes, une à Saint-Louis, qui s'appelle l'église réformée de Saint-Louis et l'autre à Bourgfelden, qui s'appelle l'église protestante.
Une synagogue est implantée à Saint-Louis ainsi que deux mosquées, dont la Mosquée Es-Salam. Une nouvelle mosquée est actuellement en construction rue de la paix pour remplacer celle de la rue Théo Bachmann.
Trois églises évangéliques sont implantées sur Saint-Louis : la Ruche rue Bellevue, Mennonite, l'Assemblée de Dieu rue de la Forge, et La Bonne Nouvelle rue du Paradis Baptiste. Ces trois églises proposent régulièrement des actions communes, associées à l'école privée Emmanuel.

### Médias
Le principal quotidien régional diffusé à Saint-Louis est L'Alsace. S’y ajoute les Dernières Nouvelles d'Alsace (DNA), qui fait aussi partie du groupe de presse régionale. En juin 1993, un journal municipal mensuel gratuit, baptisé Ludovie, a été lancé. Il a été remplacé par Saint-Louis Magazine (Surnomé Saint-Louis Mag) en mai 2009.
La direction de la communication de la mairie a créé le 2 février 2002 une chaîne d’information locale continue, Ludovie TV, qui diffusait des annonces et des reportages. Elle a été remplacée par Saint-Louis TV le 9 janvier 2010, qui garde les mêmes principes que Ludovie TV et qui est également diffusée sur Internet.
La brique
France Bleu Alsace est la radio régionale de Radio France qui émet sur les départements du Haut-Rhin et du Bas-Rhin.
| Média                          | Nom                               | Date de création                             | Siège       |
| ------------------------------ | --------------------------------- | -------------------------------------------- | ----------- |
| Presse régionale écrite        | L'Alsace                          | 24 novembre 1944                             | Mulhouse    |
| Presse régionale écrite        | Dernières Nouvelles d'Alsace      | 1877                                         | Strasbourg  |
| Chaîne de télévision locale    | Saint-Louis TV (ex-Ludovie TV)    | 9 janvier 2010 (Ludovie TV : 2 février 2002) | Saint-Louis |
| Journal local gratuit mensuel  | Saint-Louis Magazine (ex-Ludovie) | mai 2009 (Ludovie : juin 1993)               | Saint-Louis |
| Chaîne de télévision régionale | France 3 Alsace                   | 15 octobre 1953 (ORTF)                       | Strasbourg  |
| Radio régionale                | France Bleu Alsace                | 4 septembre 2000                             | Strasbourg  |
| Radio locale indépendante      | ECN                               | 2001                                         | Mulhouse    |

## Économie

### Sociologie
En 1999, seuls 36,6 % des actifs ludoviciens ayant un emploi travaillaient dans la commune. Ce chiffre a reculé de 3,9 % entre 1990 et 1999. Le taux de chômage est passé de 9,7 % en 1999 à 8 % en 2005, soit une diminution de 1,7 %. Le revenu moyen par ménage, à environ 18 519 €, est très supérieur à la moyenne nationale (15 027 € par an). Le taux d'activité entre 20 et 59 ans s'établit à 83 %, ce qui dépasse de peu la moyenne nationale, qui est de 82,2 %. On compte 51,4 % d'actifs contre 13,7 % de retraités, nombre bien inférieur à la moyenne nationale (18,2 %). Les jeunes scolarisés représentent 21,7 % de la population et 13,2 % de personnes sont sans activité.
Répartition des emplois par domaine d'activité
|                                                                      | Agriculteurs | Artisans, commerçants, chefs d'entreprise | Cadres, professions intellectuelles | Professions intermédiaires | Employés | Ouvriers |
| -------------------------------------------------------------------- | ------------ | ----------------------------------------- | ----------------------------------- | -------------------------- | -------- | -------- |
| Saint-Louis                                                          | 0,0 %        | 3,6 %                                     | 8,5 %                               | 19 %                       | 29,8 %   | 39,1 %   |
| Haut-Rhin                                                            | 1,3 %        | 5,0 %                                     | 9,5 %                               | 22,6 %                     | 26,7 %   | 34,8 %   |
| Alsace                                                               | 1,2 %        | 5,0 %                                     | 11,2 %                              | 22,6 %                     | 26,8 %   | 33,2 %   |
| Moyenne nationale                                                    | 2,7 %        | 6,6 %                                     | 13,1 %                              | 23,1 %                     | 28,8 %   | 25,6 %   |
| Sources des données : Insee : Saint-Louis, Haut-Rhin, Alsace, France |              |                                           |                                     |                            |          |          |

Le taux de Ludoviciens ayant suivi des études supérieures est de 14,8 %, contre 15,4 % en moyenne régionale et 18,1 % en moyenne en France métropolitaine,.

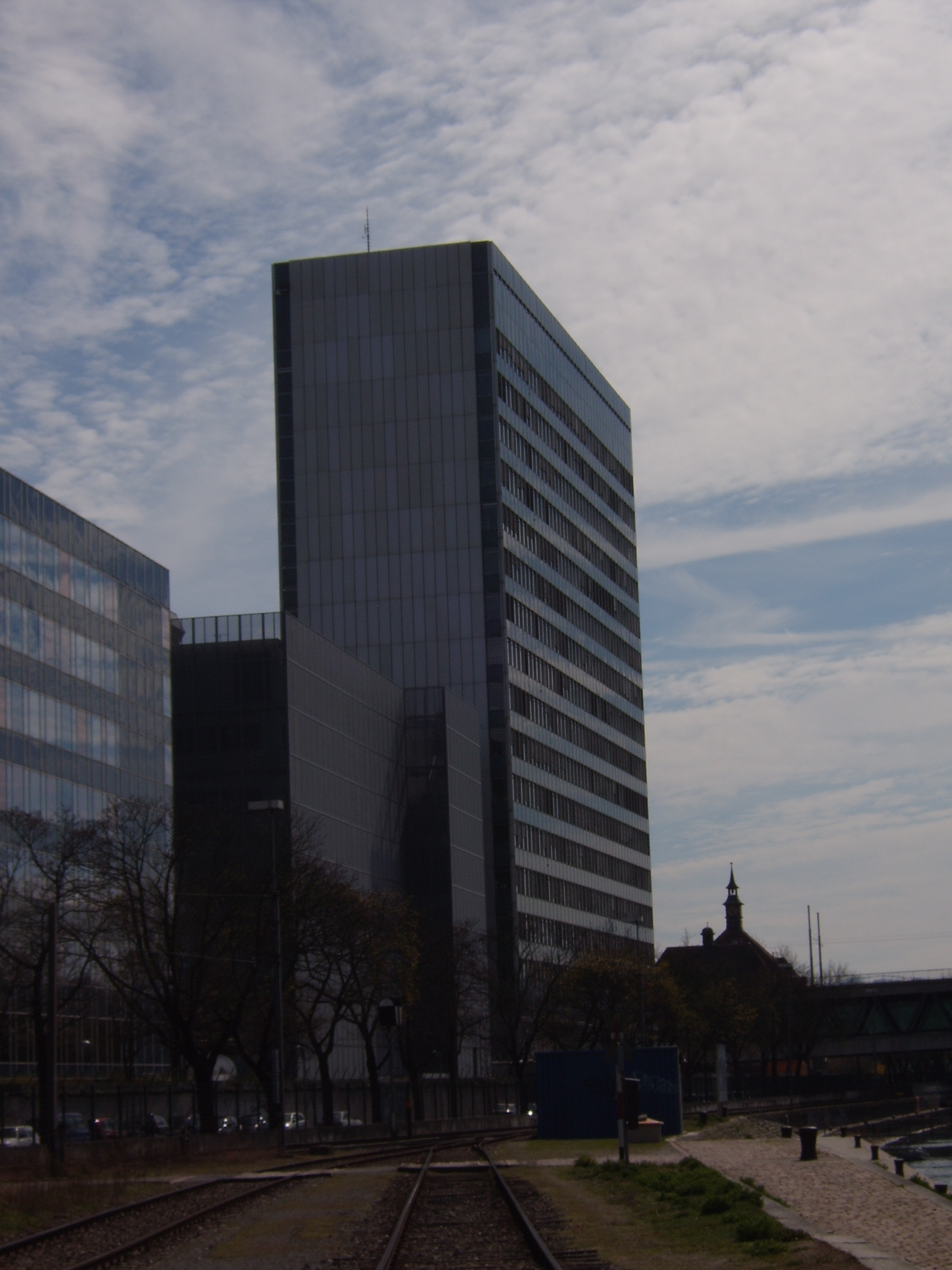
Une des tours Novartis de Bâle.

La commune dispose de nombreuses structures pour aider les chercheurs d'emploi dans leurs démarches et leur parcours professionnel ainsi que pour l'orientation. Une agence Pôle Emploi y est présente.
D'autre part, la ville étant à proximité immédiate de la ville de Bâle, de nombreux Ludoviciens sont employés en Suisse. L'industrie chimique bâloise avec de grandes entreprises telles que Novartis est un des secteurs concernés. Les frontaliers travaillent en Suisse ou en Allemagne, car la frontière allemande n'est qu'à quelques kilomètres de Saint-Louis.

### Commerces

#### Maisons d'expédition
- Les maisons d'expédition installées au XIXe siècle ont joué un rôle majeur pour le développement du commerce à Saint-Louis. On peut citer Minet, Danzas, Oswald Frères et Lévêque. Elles sont commissionnaires de roulage, services de terre sur Lyon et par chemin de fer sur Paris. Dès 1799, certains commissionnaires apparaissent déjà (l'Italien Philippe Castano, le Rouffachois Valentin Munsch, André Caimy ou encore François-Antoine Moyses).
- Michel L'Évèque-Moll, un Huninguois né le 5 mars 1770, arrive à Bourglibre en 1795. Il est commis d'expéditions chez Valentin Munsch. Il est nommé adjoint de Bourglibre de 1795 à 1807, de 1813 à 1815 et de 1816 à 1820. Le 11 janvier 1806, il fonde le premier établissement de commission et d'expéditions à Bourglibre, juste avant la proclamation du Blocus continental. Il décède le 26 mai 1830 et depuis 1840 sous la raison sociale « Danzas et Cie », la maison devient, quelques décennies après, l'une des premières maisons d'expédition d'Europe.

#### Danzas
Avec 670 implantations dans 36 pays des cinq continents ainsi que 15 000 salariés, Danzas est un grand nom du transport. C'est grâce à Marie-Mathias-Nicolas-Louis Danzas (son nom complet), un Colmarien né le 25 février 1788 que l'entreprise naît en 1816 à Saint-Louis. Ce fut un ancien lieutenant du 13e régiment de chasseurs à cheval sous le Premier Empire. Issu d'un famille de magistrats colmariens, descendants des Danzas de Lectoure, l'une des familles les plus prestigieuses de France au XIIe siècle, Louis Danzas arrive dans la ville après la défaite de Waterloo et se lance dans les transports à 27 ans. Il est d'abord employé chez Michel l'Evêque, dirigeant un établissement de commission et d'expédition. Il dirige l'entreprise en 1830 à la mort de Michel l'Evêque et met l'entreprise à son nom 10 ans plus tard. Son associé n'est alors autre que le fils de Michel l'Evêque.
La fusion de plusieurs entreprises de transport donne naissance en 1855 à « Danzas Ouzelet et Cie ». Le groupe prend le contrôle de la succursale des associés de Bâle. Cette dernière fut d'ailleurs fondée par Danzas en Suisse. En 1859, elle adopte le nom de « Danzas Levêque et Minet » et en automne 1865, celui de « Commission et expédition, recouvrements, Agence de la Compagnie générale transatlantique et direction des messageries nationales de France, Bâle et Saint-Louis ».
En 1832, Louis Danzas épouse au Havre Jenny-Dorine Lavezzari, une parisienne. Leur enfant, Emile-Jules Danzas, quitte Saint-Louis en 1871 pour installer les bureaux de la société sur la place Holbein de Bâle, où il réside. Danzas était installé à l'origine dans l'angle des rues de Huningue et de Mulhouse. Plus tard, « l'Hôtel John » prendra sa place. La première succursale bâloise ouvre en 1855 et la société-mère s'y installe en 1871.
En 1990, Danzas quitte les entrepôts de la rue Théo-Bachmann. La ville en fait acquisition. L'entreprise s'installe rue Alexandre-Freund sur un site de 17 hectares.
Mais en mai 2002, les locaux partent en fumée.

#### Menweg Transport
Menweg est une famille de voituriers ludoviciens du Second Empire. Ce mode de transport effectue une dizaine d'allers-retours entre Saint-Louis et Mulhouse avec une dizaine de chevaux de trait. En 1930, l'arrivée du premier camion, un Berliet de 2 tonnes, marque le début d'une amitié avec l'entreprise qui deviendra en 1975, Renault Véhicules Industriels. La S.A. Menweg, quant à elle, est créée en 1962.

#### Oswald Frères
C'est dans l'ancienne propriété Moyses appartenant au fameux commissionnaire-contrebandier que l'entreprise prend place. Plus tard, le lieu se transforme en pensionnat pour jeunes filles grâce aux sœurs de l'Adoration perpétuelle de Bellemagny et enfin, en gendarmerie. La propriété possédait un parc de 2 hectares.

#### La maison Ouzelet
La première maison de roulage « Ouzelet et Cie » ouvre le 4 août 1850 à Saint-Louis. Face à Danzas et futur lieu de la fabrique Sarasin. Elle est apparentée au maréchal Lefèbvre, duc de Dantzig par Mme Ouzelet (Richet). C'est « une maison vraiment princière », que tient la famille jusqu'à une chute due à des difficultés financières.
Dirigée par les associés Jean-Baptiste Ouzelet et Jean Jurg, la maison est devenue en 1855 « Danzas, Ouzelet et ie ». Et cela, grâce à la fusion effectuée par Louis Danzas, Édouard L'Evêque et Adolphe-Louis Favier.

#### Marché de Saint-Louis
C'est le 21 avril 1860 que le conseil municipal demande l'ouverture d'un marché hebdomadaire. les arguments sont que les ouvriers travaillent et ne peuvent donc cultiver, de nombreux administriés sont obligés de s'approvisionner au marché de Bâle, Blotzheim a déjà son marché et le marché ludovicien serait fréquenté par des acheteurs venant de Huningue, voire de Lörrach. L'ouverture est accordée par l'autorité départementale le 28 août 1861 et le règlement date du 1er octobre 1861 : le marché se tiendra le jeudi de chaque semaine sur la propriété communale proche de l'église. Depuis 1888, se pose l'épineux problème de son emplacement soit à la place de l'Église ou sur les trottoirs du carrefour central. C'est ce dernier lieu qui aura lieu les faveurs des conseillers en 1895, après les plus vives discussions. Le règlement définitif du marché remonte au 18 août 1893. Il se tiendra tous les mardis, jeudis et samedis. À partir de 1897 se tiennent quatre foires annuelles, en mars, juin, septembre et novembre.
En 1898, les commerçants demandent que le marché-braderie bimensuel n'ait lieu qu'une fois par mois. La requête est rejetée par le conseil municipal, par onze voix contre quatre. En 1902, les commerçants fustigent cette fois le marché. D'abord rejeté par quatorze voix contre quatre en 1903, auprès de la famille Freund, moyennant 38 400 marks. Les trottoirs du carrefour central sont délaissés par le marché dès 1905. En 1963, on organise la première braderie à l'occasion de la foire trimestrielle dans les rues de Bâle et de Mulhouse. L'expérience n'est pas concluante et est arrêté en 1968. Le marché hebdomadaire est installé en 1969 rue des Acacias et sur la place adjacente. Le petit marché journalier se tient sur la place Huffel. Au début du mois d'août 1973, une page de l'histoire du marché hebdomadaire a été tournée avec la mise en service de la place nouvellement aménagée entre la salle des Fêtes et le halle Nusser.
Actuellement[Quand ?], le marché hebdomadaire du samedi, bien approvisionné et toujours fréquenté, attire encore des clients et des visiteurs venus de partout. Mais, à présent, il est installé sur la place de l'Europe et sur les trottoirs de la rue Lauly. L'ex-place du Marché, aujourd'hui baptisée place Georges-Gissy, sert d'aire de stationnement.

## Culture locale et patrimoine

### Lieux et monuments

#### Jardins et espaces verts

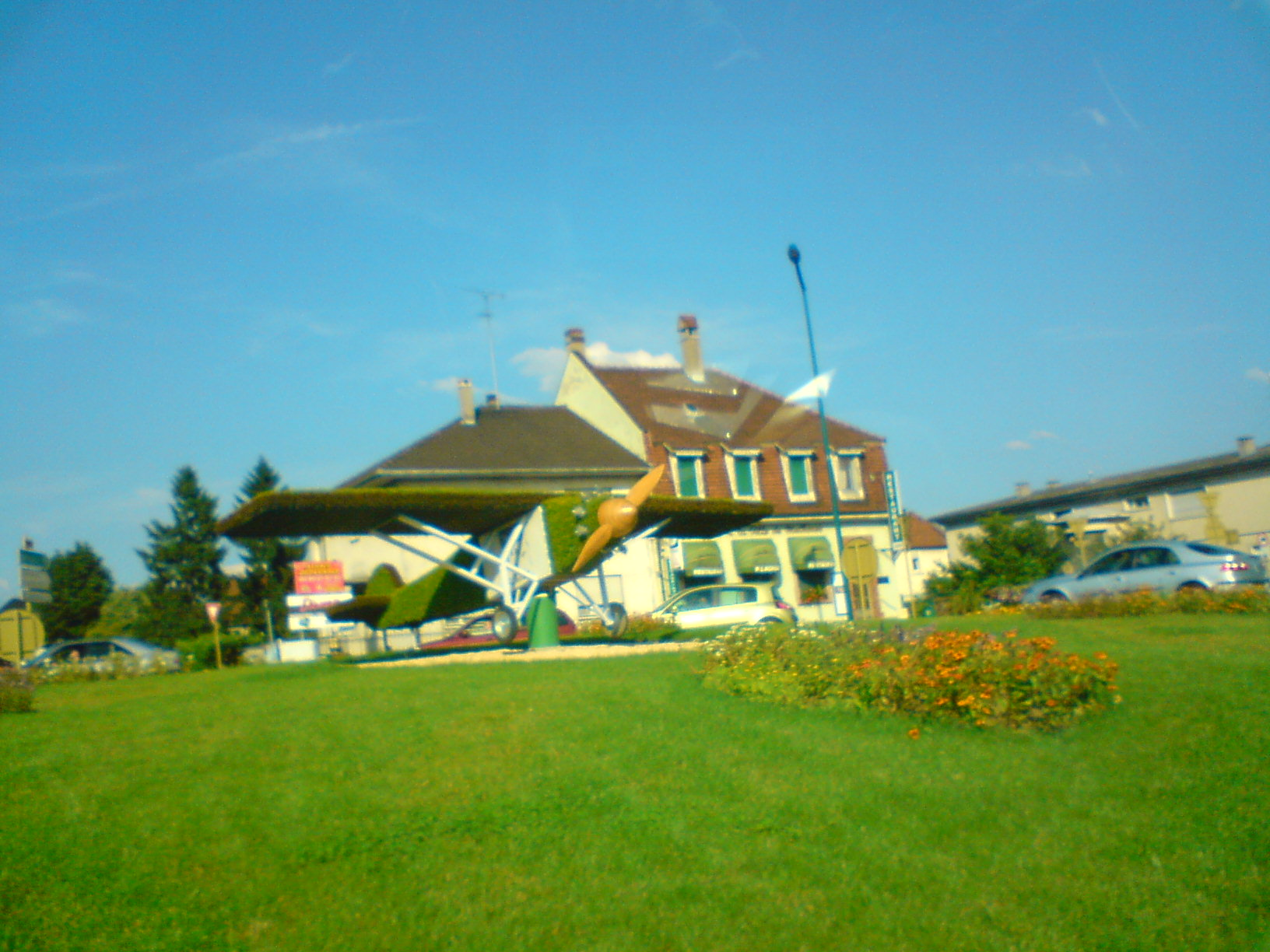
Basé sur une réplique végétalisée du Spirit of St. Louis, un symbole fort du fleurissement de Saint-Louis.

Saint-Louis est une ville fleurie avec trois fleurs attribuées par le Conseil national des villes et villages fleuris de France au concours des villes et villages fleuris. Saint-Louis possède plusieurs petits parcs, mais deux sont reconnus comme espaces verts :

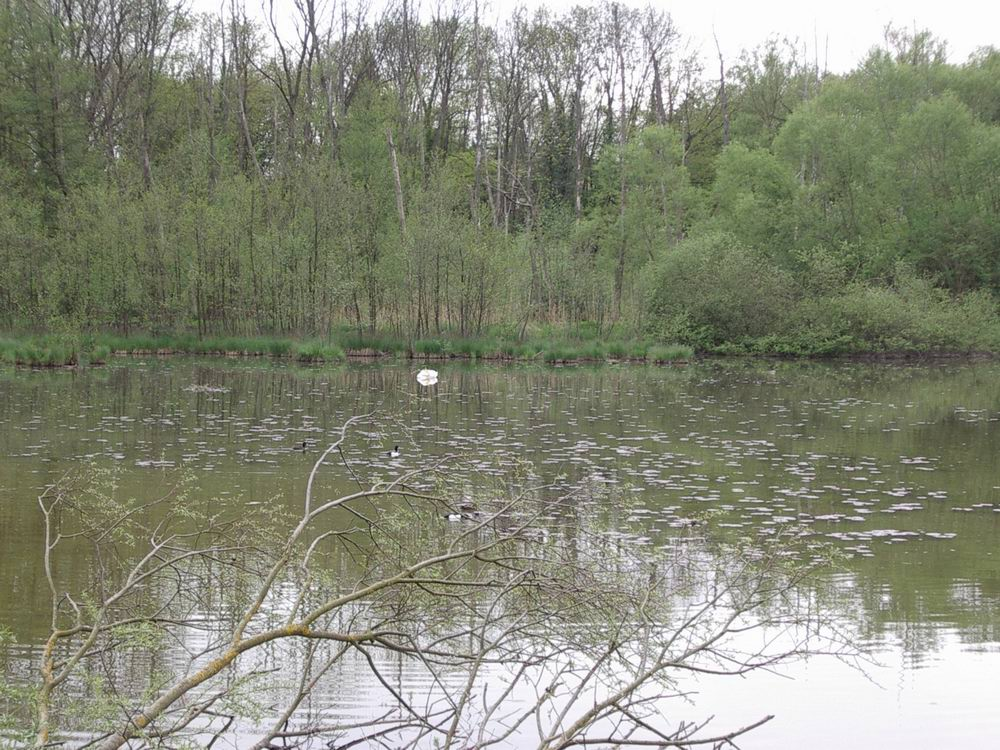
La Petite Camargue alsacienne.

- Le parc Trimbach : ce parc est situé dans la rue de Huningue. Il est composé de plantations arborées et florales, et d'une aire de jeux pour les enfants.
- Le Réserve naturelle de la petite Camargue alsacienne : première réserve naturelle d'Alsace, créée en 1982, la petite Camargue alsacienne comptait alors 120 hectares classés. Le 26 juillet 2006, un nouveau décret protège à présent 904 hectares. La mosaïque de milieux composant la réserve comprend des dépressions humides, roselières et systèmes d'anciens bras du Rhin, prairies humides, pelouses sèches, prés de fauche, forêts alluviales, sources phréatiques…

#### Monuments religieux

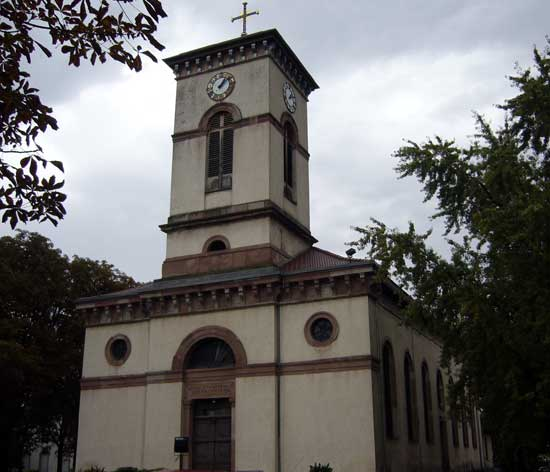
L'église Saint-Louis.

L’église Saint-Louis, rue de Mulhouse : cette église date de 1842. Elle porte sur le porche l’inscription suivante : Elegi locum Istum Mihi Domum Sacrificii. 1842. (J’ai choisi ce lieu pour moi comme maison du sacrifice. 1842). Les trois vitraux du chœur remontent à 1890 et ceux d’Albert Gerrer, de Mulhouse, situés dans la nef, datent de 1934. On y trouve aussi un nouveau chemin de croix, remplacé lors de la rénovation en 1931, ainsi qu’une croix probablement baroque aux origines inconnues, une statue de la Vierge, les deux du XVIIIe siècle, dont les attributs (spectre ou globe) manquent. Les deux statues ont été acquises par le curé Vogel dans les années 1960.
Au fond de l'église, on découvre également deux statues en pierre, Saint-Joseph et la Vierge Marie. Le second orgue, datant de 1860 et d’origine inconnue, a été remplacé en 1968 par un instrument de la main d’Alfred Kern, de Strasbourg. Le nouvel orgue frappe par sa majesté autant que par la sobriété de ses lignes. Tous les tuyaux de façade en étain sont en parfaite harmonie avec le buffet en hêtre. L’instrument à trois claviers et pédales à traction mécanique se compose de 39 jeux et permet ainsi l’exécution de toute musique ancienne et contemporaine. Il a été béni par l’abbé Vogel, curé doyen, lors de la Fête-Dieu, le 16 juin 1968. Les premières cloches, Louis, Maria, François-Xavier et Georges, ont été baptisées le 25 novembre 1866. Trois d’entre elles devaient être réquisitionnées en 1917. Deux nouvelles cloches, baptisées Saint-Joseph et Sainte-Thérèse-de-l’Enfant-Jésus, sont bénies le 2 octobre 1927.

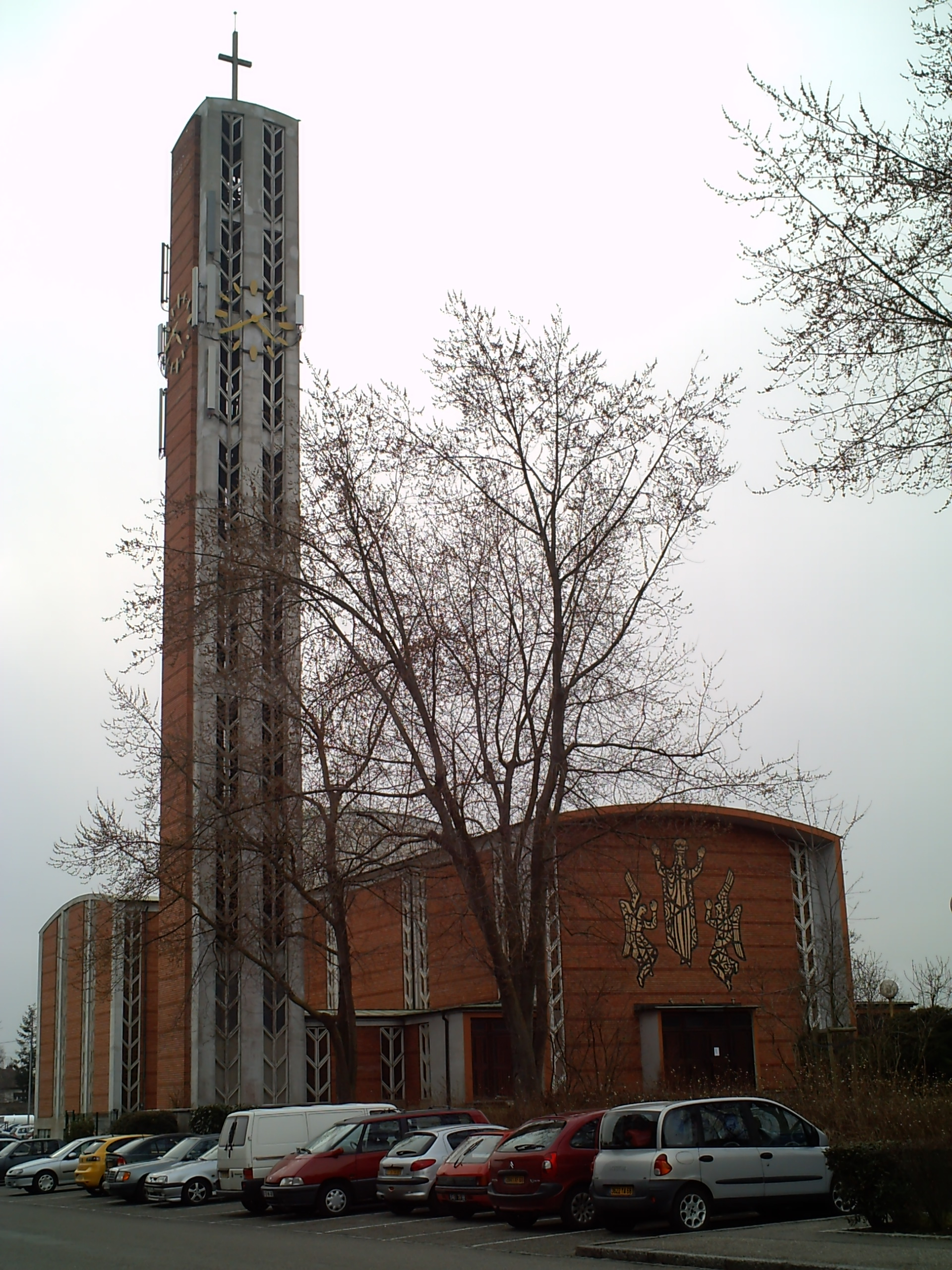
L'église Notre-Dame-de-la-Paix.

L’église Notre-Dame-de-la-Paix, rue de Bâle : cette église date de 1962. La paroisse n’étant pas concordataire (seulement 50 ans d’existence), l’entretien de son patrimoine lui incombe entièrement. On y trouve une statue de la Vierge à l’Enfant Jésus qui date vraisemblablement de la seconde moitié du XVe siècle. Elle a été acquise par le curé Petit à Mulhouse et bénie en décembre 1967 par Johner[Qui ?]. C’est au cours d’une célébration de pénitence, en avril 1976, qu’a été bénie une croix représentant le Christ en croix. Elle pèse 250 kg et est montée dans le chœur du sanctuaire. Cette croix de 4 mètres de haut et portant un Christ de plus de deux mètres est l’œuvre du jeune sculpteur Ledermenn, de Maisonsgoutte.
L’orgue de cette église a été construit sur trois niveaux par Alfred Kern en 1972-1973. Il perpétue la tradition musicale d’Allemagne de l'Ouest. Unique dans la région, l’orgue a été inauguré le 29 septembre 1973.
L’église réformée de Saint-Louis, rue du Temple : l’église réformée de Saint-Louis date de 1883 et ses cloches de 1885. Ces dernières ont été réquisitionnées en 1917, puis furent remplacées en 1926. Cette église abrite également un orgue Weigle (Stuttgart – Bâle) de 1886 avec console indépendante mécanique, qui a été rénové en 1994. Le presbytère a été construit par le pasteur Birmelé qui l’a ensuite cédé à la communauté. Le foyer protestant a été construit en 1933 et inauguré le 18 juin 1934.
Synagogue de Saint-Louis, rue de la Synagogue : Saint-Louis possède aussi une synagogue qui a été construite en 1907 et agrandie dans les années 1930. La maison communautaire a été inaugurée le 20 octobre 1963.

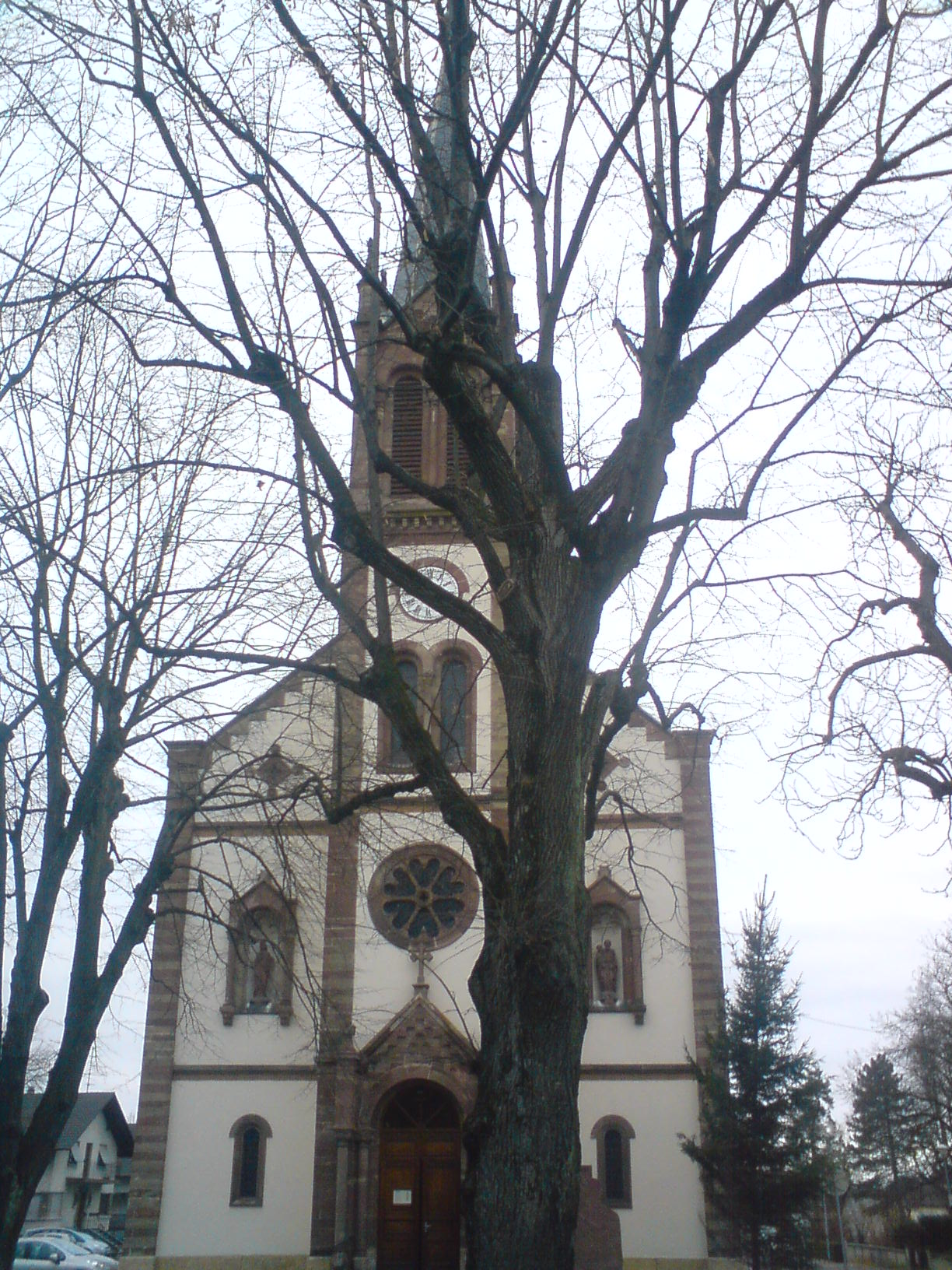
L'église Saint-Charles.

L’église Saint-Charles, rue de l'Église de Bourgfelden : l’église Saint-Charles-Borromée est de style néogothique. Dans la nef, à droite, on découvre une statue de Joseph, second patron de la paroisse, et à gauche la statue de Marie, œuvre d’Albert Erny, de Colmar, datant de 1964. Deux médaillons, représentant Joseph et Marie, ont été placés au-dessus des statues. Le chemin de croix de 1893 a été remplacé par celui réalisé au ciseau par Albert Erny, en 1964. Un harmonium est installé dans l’église depuis 1888. Construit en 1899 – 1900 par la Maison Martin Rinckenbach d’Ammerschwihr, l’instrument, comprenant une console mécanique indépendante et un buffet de Klemm, a été rénové par Christian Guerrier en 1982. Deux des trois cloches bénies le 7 juin 1892 (Saint-Charles, Saint-Joseph et Sainte-Marie) ont été réquisitionnées en 1917. Après la guerre, les nouvelles cloches ont à nouveau pour noms Marie, Joseph et Charles. La quatrième cloche, Louis, pesant 1 500 kg, a été acquise le 16 avril 1967. La crèche de Noël, une œuvre également sculptée par Albert Erny, date de 1953. Le presbytère est millésimé 1895.

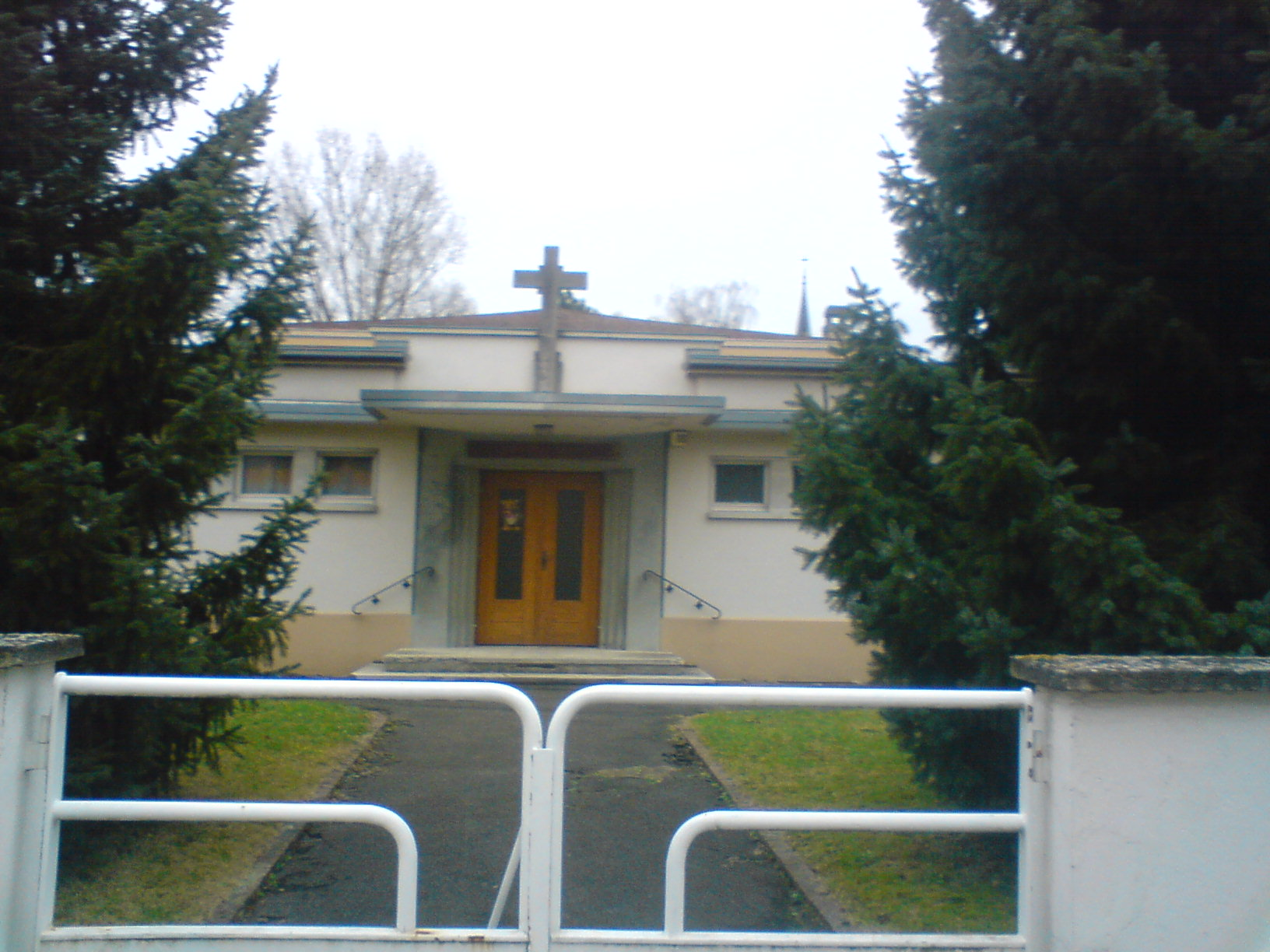
Le temple de Bourgfelden.

Église protestante, rue de la Charité Bourgfelden : compte aussi une chapelle protestante, inauguré le 27 mai 1936 et restaurée en 1992.
L’église Saint-Pierre, rue du Père Adolphe Geymann Neuweg : cette église, consacrée le 12 octobre 1969, n’est pas concordataire. Ainsi, l’entretien de son patrimoine lui incombe entièrement, entre autres l’entretien de l’électrium, des cloches Marie (1879), Pierre (17 mai 1931), Marie (17 mai 1931), François-Xavier (17 octobre 1971) et Joseph (17 octobre 1971) et de la statue de la Vierge à l’Enfant Jésus, datant du XVIIe siècle. Cette dernière provient du pèlerinage du Schauenberg à Pfaffenheim et a été offerte par le curé Sigismond Kueny, frère du curé Xavier Kueny. La construction du presbytère, entreprise par la commune de Blotzheim, a été achevée en février 1952.
L'ancienne église Saint-Pierre, rue de Strasbourg Neuweg.
La chapelle Notre-Dame de Lourdes, rue de la Chapelle Neuweg.
Une paroisse orthodoxe russe est présente à Saint-Louis en l'église de Saint Nicolas le Thaumaturge (exarchat du Patriarcat de Constantinople). La ville de Saint Louis est aussi dotée de trois mosquées, dont la Grande Mosquée de Saint-Louis et d'une synagogue.

### Salles de spectacles et cinémas
Saint-Louis possède un ensemble de centres culturels municipaux (CCSM), proposant des spectacles de musique, de théâtre pour le jeune public, des expositions, des stages et des animations tout au long de l'année. Un abonnement est proposé. La programmation est souvent saluée par le public et les critiques.

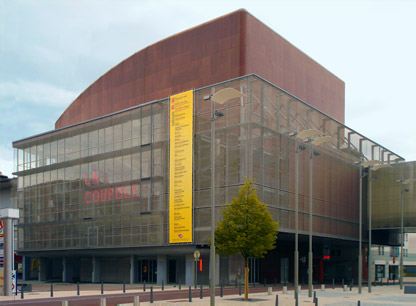
Le Théâtre La Coupole, situé non loin de la Mairie.

Le Théâtre La Coupole, ouvert en janvier 2001 en plein centre-ville, membre de la Réunion des théâtres lyriques de France, propose chaque année une saison de théâtre et des pièces.
Alors que Saint-louis comptait au milieu du XXe siècle de nombreuses salles de cinéma (Hôtel de Paris…), il n’existe désormais plus qu'un complexe : le Cinéma la Coupole, situé près de la Mairie et de la médiathèque, et constitué de 3 salles dont une est accessible aux handicapés et malentendants.
La ville de Saint-Louis gère également la programmation de nombreux spectacles de musiques actuelles ou de café-concerts, au sein de plusieurs salles comme le Théâtre La Coupole, ou le Caveau du « Café Littéraire » qui se trouve au 19, rue du général de Gaulle.

### Festivals
La qualité des manifestations ludoviciennes est souvent saluée, car leur portée est souvent audible au niveau national.
L'art est  à l'honneur avec le Salon des 40, qui réunit chaque année quarante artistes. Lors du 17e Salon des 40 en 2011, 3 700 visiteurs ont été accueillis.
La littérature n'est pas oubliée, avec la Foire du livre de Saint-Louis, salon du livre, tous les ans en avril ou mai. Elle a accueilli 32 000 visiteurs en 2011.
La musique n'est pas en reste, avec le festival Conc'air, lancé en 2006, qui se déroule tous les ans durant l'été.
Enfin, le samedi soir le plus proche du 14 juillet a lieu la nuit tricolore organisée par la ville. Il s'agit en fait d'un orchestre qui vient jouer de la musique aux visiteurs. Puis à 23 heures a lieu le feu d'artifice. Pour l'année 2008, ce fut un hommage au ténor italien Luciano Pavarotti. L'année 2010 fut consacrée à un hommage à Michael Jackson.

### Foires, marchés et frairies
De nombreuses foires, marchés ou brocantes animent la ville tout au long de l'année. La Brocante de la Saint-Jean qui se déroule tous les derniers samedis du mois de juin ou les premiers du mois de juillet autour du carrefour central. Un marché aux fruits et légumes hebdomadaire a lieu sur la place de l'Europe. Un petit marché se tient les mardis et jeudis matin à la Croisée des Lys.
Le grand défilé de Carnaval entourant Mardi gras réunit chaque année des milliers de spectateurs dont de nombreux enfants déguisés et maquillés, comme le veut la coutume.

### Bibliothèques
Le réseau des centres culturels de Saint-Louis bénéficie depuis le 23 octobre 1993 d'un site en centre-ville de tout premier plan : la Médiathèque le Parnasse, communément appelée par les Ludoviciens la « médiathèque ». Elle est installée dans un vaste bâtiment moderne situé tout près de la mairie et fait référence tant en France qu'à l'étranger. Un fond Alsace et un fond Périodiques sont installés dans l'aile de la médiathèque.
Ce réseau comprend aussi une ludothèque municipale, qui se trouve au 44bis, rue de Mulhouse, où se trouvent près de 2 000 jeux et jouets.

### Musées et lieux d’expositions

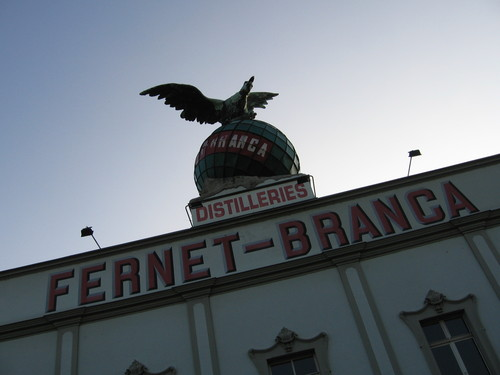
Façade du Musée d'art contemporain Fernet Branca.

Saint-Louis abrite la Fondation d'art contemporain Fernet-Branca, du nom de l'ancienne distillerie Fernet Branca. Le centre d'art contemporain est situé au numéro 2 de la rue du Ballon, près de la Mairie. Le bâtiment, construit par Bernardino Branca et inauguré en 1907, a été réaménagé par l'architecte Jean-Michel Wilmotte. Il accueille régulièrement des expositions temporaires d'art moderne et contemporain.

### Personnalités liées à la commune
- Louis XIV, fondateur de Saint-Louis.
- Le professeur Victor Coste (1807, Castries (Hérault) - 1873, Résenlieu (Orne)), naturaliste français, créateur de la pisciculture impériale de la ville ou Petite Camargue Alsacienne.
- Louis Thannberger, né en 1937 à Saint-Louis, banquier, financier, a introduit 500 entreprises sur la Bourse de Paris. Citoyen d'Honneur de sa ville natale remis par Jean Ueberschlag.
- Charles Gérardin (1843, Saint-Louis – 1921, Paris), membre du Conseil de la Commune de Paris.
- Oskar Wöhrle (né en 1890 à Saint-Louis – alors Sankt Ludwig – et mort en 1946 à Glottertal), poète, écrivain et éditeur de langue allemande.
- Louis Perin, né en 1948 à Sabaudia (Italie), écrivain, romancier, dramaturge, qui habite la Région des Trois Frontières et qui a écrit beaucoup de pièces de théâtre pour le Théâtre La Coupole.
- Antoine Chiappini, né en 1822 à Saint-Louis et mort en 1890 à Sierentz, peintre, restaurateur de peintures et collectionneur.
- Joseph-Louis Metzger, né en 1905 à Saint-Louis, et guillotiné en 1943, résistant français.

### Cinéma
Plusieurs scènes du film Mike de Lars Blumers ont été tournées à Saint-Louis durant le printemps 2010. La frontière du Lysbüchel est souvent montrée tout comme les immeubles de la rue Charles Péguy dans le quartier de Bourgfelden. Mike se rend également dans l'enceinte de l'EuroAirport (à proximité des pistes).
Il est à noter que la scène finale du film (lorsque Mike se fait tuer par des policiers bâlois alors qu'il a franchi la frontière française) est inspirée d'un fait réel qui s'est déroulé à Saint-Louis et qui a servi de trame au film. En effet, le 23 août 2001, vers minuit, une course-poursuite s'achève en drame à l'intersection entre les rues des Romains et des Champs et les chemins Lachenweg et Langhagweg (47° 34′ 16″ N, 7° 33′ 22″ E) dans le quartier de Bourgfelden. Le conducteur est mortellement blessé par des policiers bâlois à moins de cinquante mètres de la frontière suisse.

### Héraldique
| Blason de Saint-Louis | Les armes de Saint-Louis se blasonnent ainsi : « D'azur aux trois fleurs de lys d'argent. » |

Les armoiries de la ville lui ont été attribuées en 1901. Elles sont dérivées du blason de France (d'azur à trois fleurs de lys d'or).
| Blason de l'ancienne commune de Bourgfelden. | Le blason de l'ancienne commune de Bourgfelden : D'or à trois œillets au naturel, celle du centre épanouie, les deux autres à peine écloses, surmontant les trois branches d'une tige commune de sinople feuillée du même de deux pièces. Il a été retiré en 1953 du fait de la fusion avec Saint-Louis. |

| Blason de l'ancienne commune de Neuweg. | Le blason de l'ancienne commune de Neuweg : De gueules à une borne d'argent chargée d'un œillet de pourpre au cœur d'or tigé de sinople, surmontée des lettres capitales N et W aussi d'argent. Il a été créé en 2008 à l'occasion du 50e anniversaire du rattachement de Neuweg à Saint-Louis. |